# Llengües de Suïssa

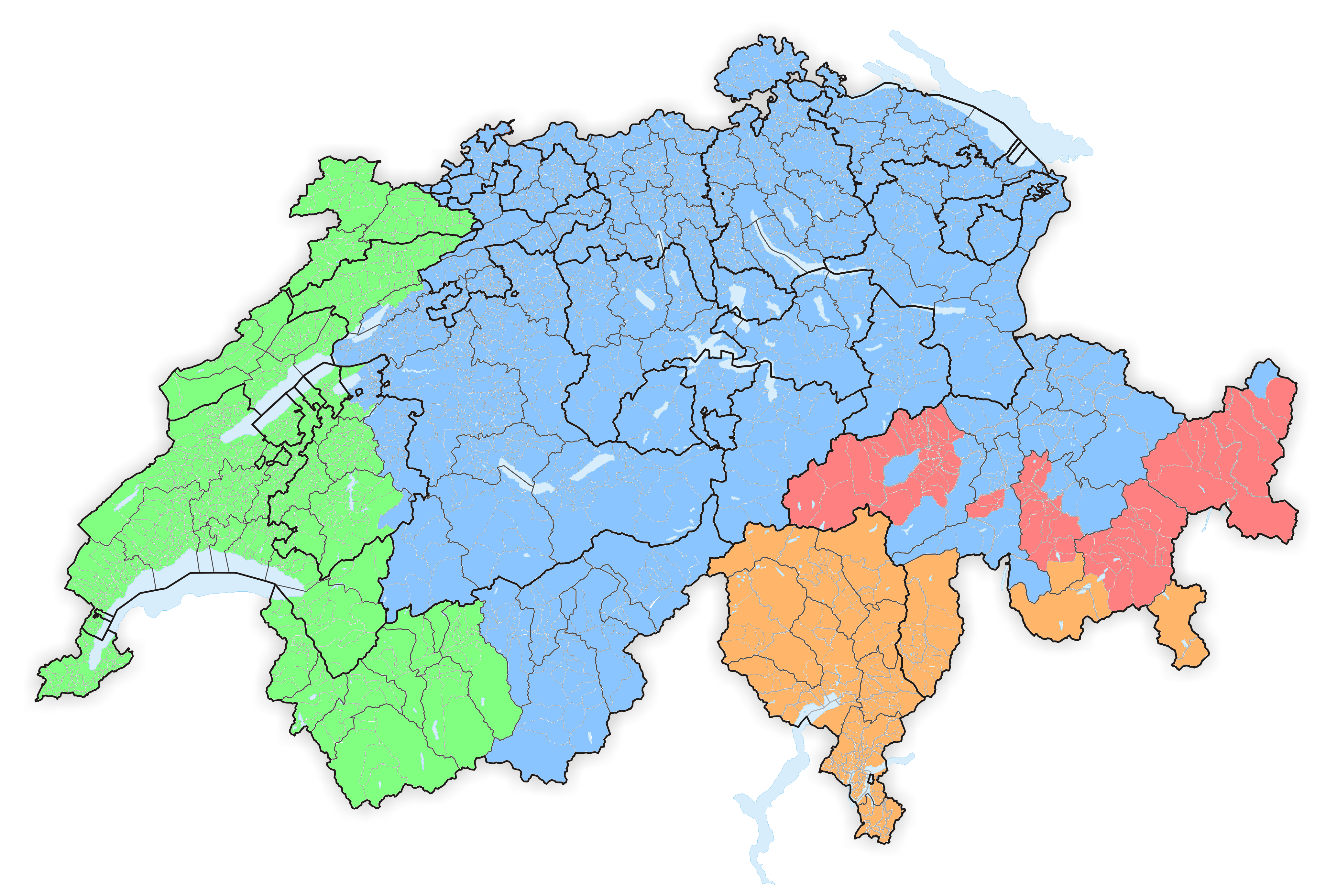
Mapa de Suïssa mostrant en verd les llengües gal·loromàniques (francès i arpità), en taronja el gal·loitàlic, en vermell el romanx i en blau l'alamànic.

La qüestió de les llengües de Suïssa és un component cultural i polític central d'aquest país. L'alemany, el francès, l'italià i el romanx són les quatre llengües nacionals que s'hi parlen. Històricament, les llengües esteses a Suïssa han tingut estatus diversos. El plurilingüisme afirmat del país és alhora el resultat històric de la voluntat política que funda la Confederació. Una cinquena llengua nacional, sense territori afiliat, és el ienix, reconegut quan Suïssa va ratificar la Carta europea de les llengües regionals o minoritàries el 1997, tot i que no és usada en cap text oficial.
El territori suís és dividit en quatre zones lingüístiques la llengua majoritària de les quals determina la llengua d'ús. La Constitució Federal fixa quatre principis: la igualtat de les llengües, la llibertat dels ciutadans en qüestions de llengua, la territorialitat de les llengües i la protecció de les llengües minoritàries.
En funció del principi de territorialitat, les fronteres lingüístiques són fixades pels cantons, entre els quals n'hi ha que són plurilingües.
Malgrat aquest sistema democràtic, en dos dels casos, profundament diglòssics, l'oficialitat lingüística no s'aplica pas a la llengua autòctona, sinó a la llengua que històricament ha fet funcions de llengua A. En concret, el francès tan sols és llengua autòctona al cantó del Jurà; la resta de la Romandia (la Suïssa presumptament francòfona) és de llengua arpitana. Quant a la zona italòfona, és de parla llombarda, és a dir, padana.
La divisió lingüística actual, apareguda a final del segle xiii, s'ha mantingut pràcticament sense canvis d'aleshores ençà. El Röstigraben és el nom donat a la frontera cultural i lingüística entre l'alemany i el francès.
Fundada pels Waldstätte el 1291, la Confederació és totalment germanòfona en el seu origen, amb molts dialectes suïssos alemanys, però des del segle xv té una extensió de la seva àrea d'influència al sud dels Alps, amb una regió italòfona, després a l'oest, amb una regió francòfona. L'alemany continua sent dominant, però el francès gaudeix de valor sota l'Antic règim pel prestigi de la cultura francesa i els llaços entre França i Suïssa. Al segle xix, quan la República Helvètica aporta el reconeixement formal de la igualtat de les llengües, l'Estat federal del 1848 adopta l'alemany, el francès i l'italià com a llengües nacionals.
Avui dia, segons el cens del 2010, el 65,6% de la població és germanòfona (63,7% el 2000) i parla un dels nombrosos dialectes suïssos alemanys i el 22,8% francòfona (20,4% el 2000), el francès es parla majoritàriament a l'oest del país; l'italià representa el 8,4% de la població (6,5% el 2000) i és sobretot parlat al sud dels Alps; i el romanx, parlat pel 0,6% (0,5% el 2000) es parla al cantó dels Grisons i té menys de 40.000 parlants.
L'italià i el romanx, molt minoritaris, tenen el suport de l'estat federal. Finalment, a causa d'una forta immigració, al voltant del 9% de la població resident parla una llengua estrangera no nacional com a llengua principal.

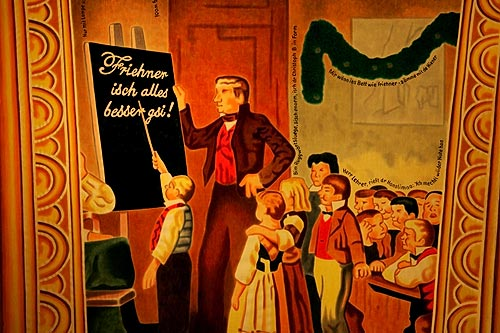
Inscripció en alemany suís en un fanalet durant el carnaval de Bâle: Friehner isch alles besser gsi! (alemany: Früher war alles besser!; francès: Tout était mieux auparavant!; català: Tot era millor abans!).

## Història de les llengües a Suïssa

### Origen de la divisió lingüística

El Regne de Provença el

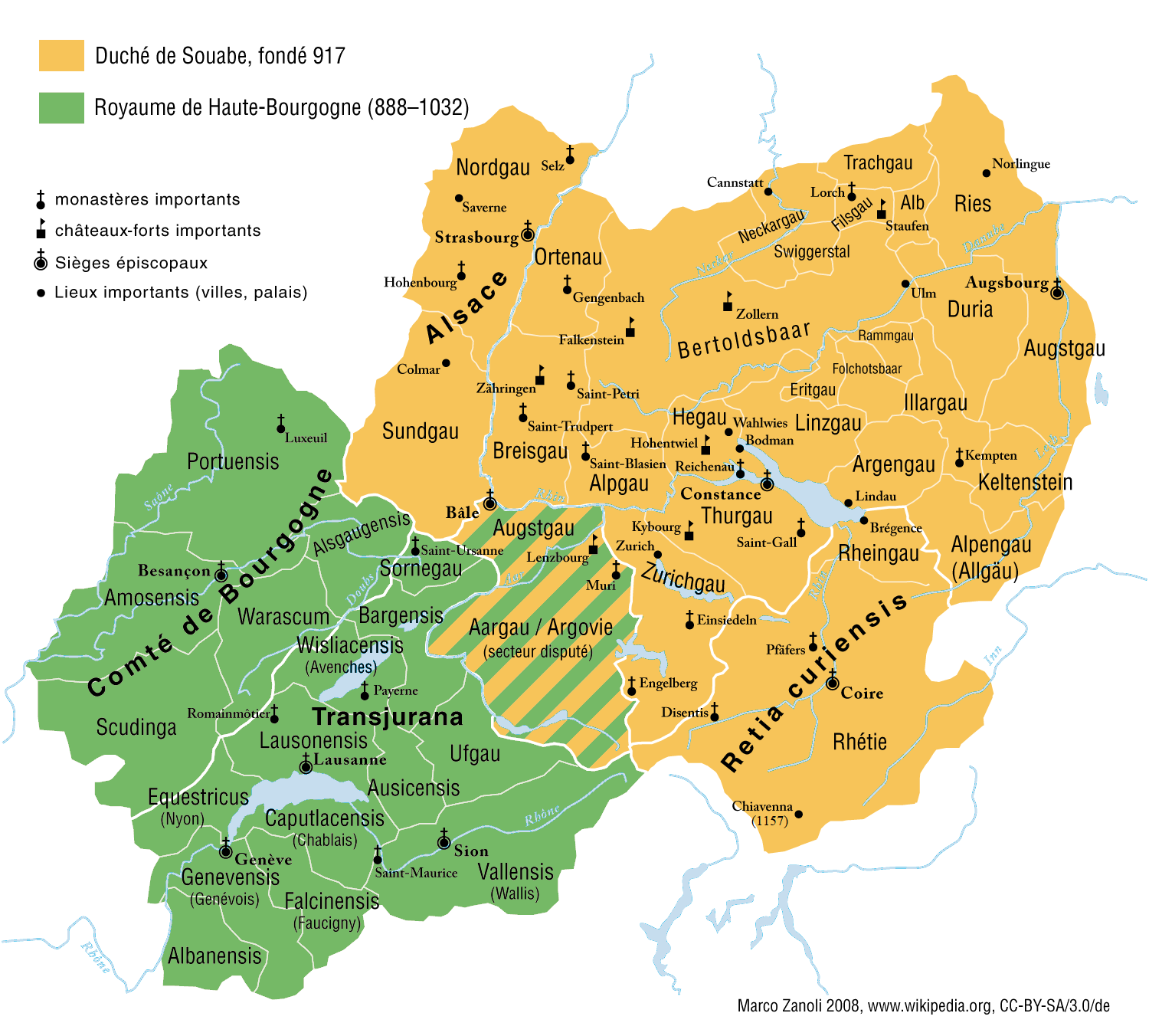
Burgundis i alamans abans del 1000
Burgundis.
Alamans

Des del segle i aC fins al segle iv el territori d'Helvètia es troba sota dominació de l'Imperi Romà. L'ús del llatí es generalitza. Tots els escrits trobats són, efectivament, en llatí, una indicació que la llengua es va estendre no només a l'administració, sinó també a la vida quotidiana. Però des de la fi del segle iii les primeres incursions bàrbares fan recular la població romana cap al sud, i el territori queda finalment tallat en dos pobles en guerra permanent l'un contra l'altre: els burgundis a l'oest i, des del segle vi, els alamans a l'est.
Arran de llur instal·lació a Helvètia a l'oest del territori suís actual, cap al 443, els burgundis ja sabien el llatí: molts d'ells eren bilingües i podien expressar-se en llatí vulgar. Abandonant llur llengua d'origen provinent de la branca germànica oriental avui dia extinta, adopten el llatí local, que evoluciona a poc a poc per donar pas al francoprovençal, que més endavant fou suplantat pel francès, tot i que encara ha perdurat en algunes poblacions de Romandia.
A l'est del territori suís actual, les llengües germàniques d'Alamània donen naixement als dialectes alemànics.
L'arqueologia i la toponímia permeten seguir la progressió de les colònies alamanes per la plana suïssa a partir del segle vi. Mentre que les llengües romàniques desapareixen lentament a l'est de l'Aar, els alamans aconsegueixen al llarg del segle vii les terres al sud-est de l'Aar fins als llacs de Thun i de Brienz. Remunten després per les valls de l'Oberland bernès (valls de Simme i de Kander). El límit lingüístic dins la regió central de la plana suïssa es fixa doncs a poc a poc: segueix la línia Morat-Friburg, l'espai comprès entre l'Aar i la Sarine esdevé des del segle vii una zona de contacte lingüístic que perdura fins a l'actualitat. · 
La inserció del Regne de Provença en el Sacre Imperi Romanogermànic el 1032 i la fundació de la ciutat de Friburg pels Zähringen el 1157 afavoreixen l'alemany. Només alguns canvis locals intervenen durant els segles següents com durant la Guerra de Borgonya o la Reforma. La frontera de les llengües ja fixada al final del segle xiii no es modifica gaire i correspon a la divisió lingüística actual. · 
A Valais, la part superior de la vall del Roine és ocupada cap a l'any 1000 per un grup d'alamans provinents de l'Oberland bernès, els Walser. Així doncs, el límit de les llengües separa l'Alt-Valais germanòfon i el Baix-Valais francòfon.

### Immigració a Rècia: influència germana i romànica
Els recis, establerts als Grisons actuals, al Tirol i a una part de Llombardia, són sotmesos als romans entre el 15 aC i el 400. En contacte amb el llatí, les llengües rècies indígenes donaren lloc a una variant rècia del llatí vulgar anomenada reci-romà, els dialectes romanxos. L'àrea de difusió del romanx, al començament, s'estén al nord fins al llac de Walenstadt i al llac de Constança. L'arribada de pobles germànics a partir de l'edat mitjana fa que els romanxos reculin fins a les valls dels Grisons.
Durant l'edat mitjana Rècia és al centre de diversos moviments d'immigració, la població es dobla entre el segle vi i el segle xiv. A partir del segle ix, sota Carlemany, Rècia forma part del Sacre Imperi Romanogermànic. Un comte germànic s'instal·la a Coira, i el bisbe de Coira és atribuït al de Magúncia, cosa que enforteix la presència de les llengües germàniques. Després de l'incendi de Coira del 1464 i de la seva reconstrucció pels artesans germanòfons, la germanització de la ciutat i de la regió és ja completa. Entre els segles xii i xv, els Walser, provinents de l'Alt-Valais, colonitzen les valls altes poc poblades del nord i del centre dels Grisons portant-hi llur pròpia llengua alemànica, el wàlser. Els habitants de les valls obertes al sud dels Alps, com la vall Poschiavo i la vall Mesolcina, parlen dialectes llombards.

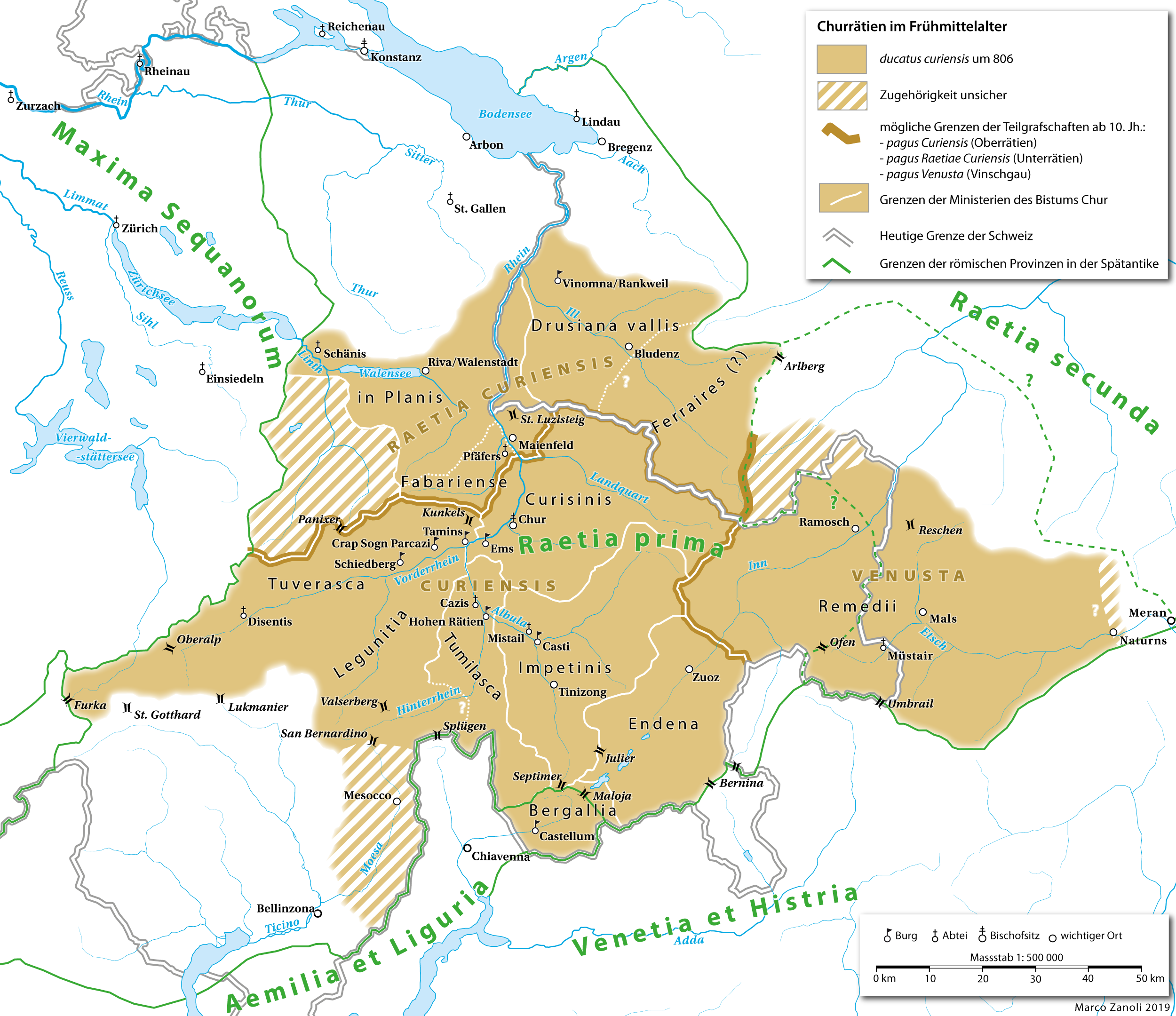
Rècia als segles ix i x.
Mapa que mostra la disminució de la llengua romànica del 700 al 2020.

### Confederació suïssa

#### El creixement de la Confederació (1291-1481)
Des de 1291, la federació suïssa es forma lentament a partir dels Waldstätte i de la Confederació dels tres cantons. De l'inici fins al 1481, la Confederació es desenvolupa únicament en les regions germanòfones per formar la Confederació dels tres cantons (amb Lucerna, Zuric, Glarus, Zug i Berna). Tot i que igualment germanòfona, la ciutat de Berna se situa més a l'oest en territori burgundi, entre la zona d'influència de la dinastia dels Habsburg i de la de Savoia. Ciutat dominant l'oest de la plana suïssa, Berna disposa d'un sistema d'aliances amb Bienne, Soleure, Friburg i Neuchâtel, i cobeja les zones francòfones de la zona de Vaud per tal d'assegurar límits naturals al seu territori entre la serralada del Jura i el llac Léman.
El primer territori no germanòfon és, tanmateix, italòfon. El cantó d'Uri, que controla l'accés nord del camí de Gothard, desitja també controlar l'accés sud. El 1403 Uri i Obwalden aprofiten una rebel·lió a Leventina contra el duc de Milà, propietari de la regió, per conquerir primer Leventina, que esdevé el primer país subjecte dels Confederats. Després venen Vallemaggia, la vall Verzasca i Bellinzona. El tractat del 1403 amb Uri i Obwalden es va redactar ja en alemany.
A l'oest, a partir de la Guerra de Borgonya el 1475, bernesos i friburguesos guanyen per primer cop territoris francòfons a Vaud: els habitants de l'Alt-Valais (aliats dels Confederats) s'emparen al Baix-Valais.
El 1481 la Confederació creix considerablement i esdevé plurilingüe, amb possessions italòfones al sud del Gothard, relacions amb les Tres Lligues romanxes grisones i possessions francòfones amb Vaud, el Baix-Valais, però també territoris al Jura aconseguits per Bienne i la diòcesi de Bâle. Friburg esdevé llavors el primer cantó francòfon que entra en la Confederació. En aquest cantó l'alemany, però, també és llengua oficial de les autoritats des del 1543 i ho és fins a la caiguda de l'Antic règim, quan el bilingüisme s'hi restableix. La consciència de constituir d'ara endavant una nació els incita a considerar l'alemany suís com única «llengua nacional». Així doncs, tota la correspondència oficial és redactada en alemany suís.

#### La influència francesa (1481-1798)

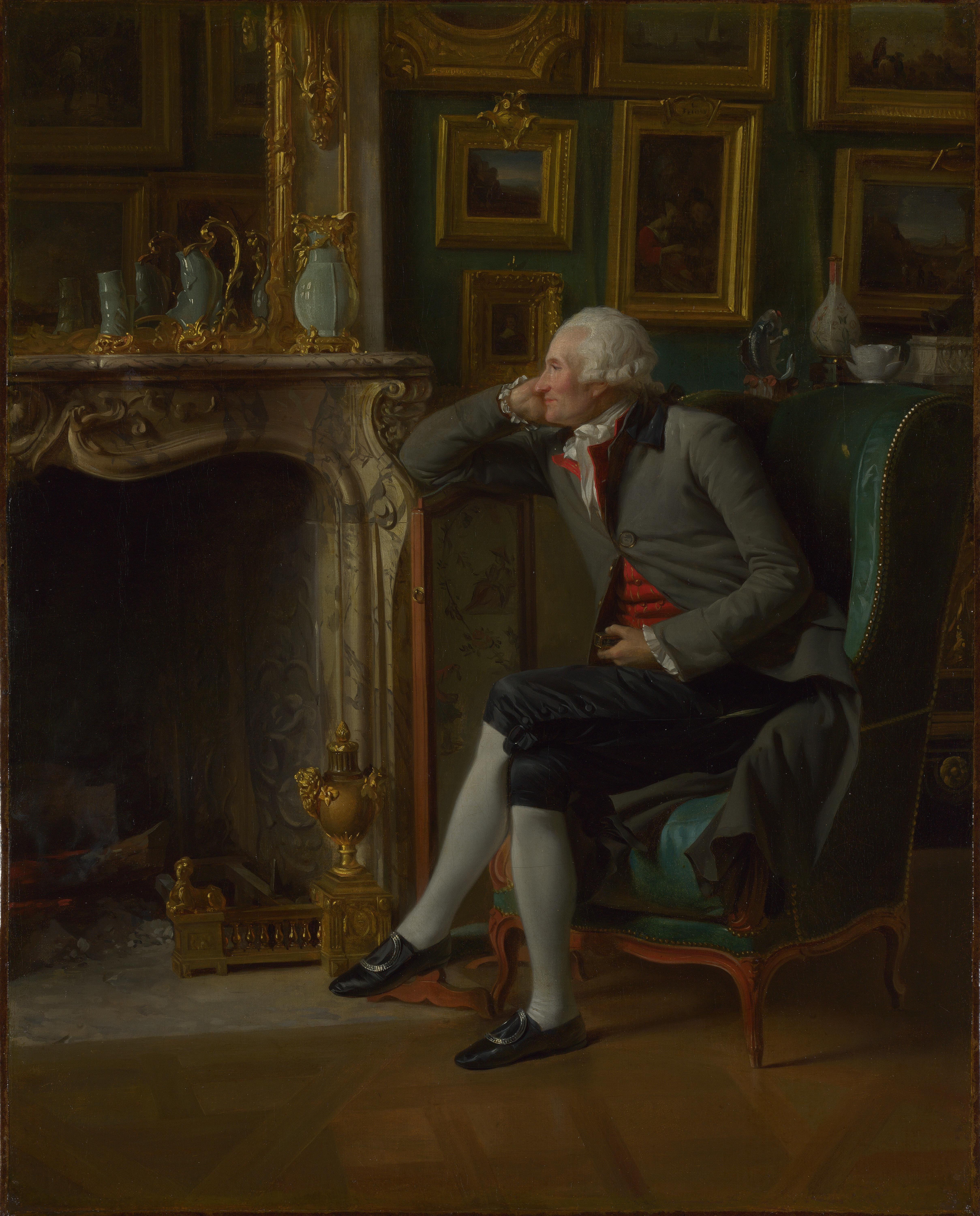
Pierre-Victor de Besenval de Brünstatt, baró de Besenval, escriptor, cortesà i militar suís al servei de França, pintura d'Henri-Pierre Danloux, 1791, Londres, National Gallery.

Des de Lluís XI fins a Lluís XVI, els mercenaris suïssos serveixen els reis de França. Si Lluis XI només contractava mercenaris germanòfons, els romands es fan majoria. A partir del segle xvii el francès s'imposa a Europa i fins i tot els mercenaris alemànics parlen ja francès, cosa que contribueix al desenvolupament de l'ús del francès a Suïssa.
Durant els segles xii i xviii les relacions entre França i Suïssa eren fortes i el prestigi de la cultura francesa va revaloritzar la Suïssa romanda. Les ciutats situades a la frontera lingüística cultivaren les relacions amb el món francòfon: les bones famílies berneses eren francòfiles, i es parlava una barreja de francès i de dialecte bernès, a Basilea el francès és molt freqüent i a Friburg, les bones famílies parlen només francès. A la Suïssa central la influència es restringeix a l'ús d'alguns mots francesos com «adieu» o «bonjour», que reemplacen els equivalents en alemany suís.
Al segle xviii, les escoles privades, freqüentades per suïssos germanòfons que cultiven l'art de viure a la francesa, es desenvolupen a Ginebra, Lausanne i Neuchâtel. Al segle xvii ja s'havien desenvolupat intercanvis de joves entre famílies alemàniques i romandes.

#### Entre la igualtat de les llengües i l'alemany predominant (1798-1848)
Fins a final del segle xviii l'alemany és considerat com l'única llengua de la Confederació. La República Helvètica entre el 1798 i el 1803 aporta el reconeixement formal de la igualtat de les llengües així com la igualtat dels ciutadans. Els territoris de Vaud i de Ticino, com que volien romandre a Suïssa, s'integren a la República Helvètica. El 29 d'abril del 1798 els consells legislatius publiquen les lleis i decrets en francès i alemany. El juliol del 1798 els cantons italòfons de Lugano i Bellinzona s'uneixen a la república: l'italià queda reconegut com a llengua nacional.
Amb l'Acte de Mediació, entre el 1803 i el 1813, Suïssa queda sotmesa a França i organitzada segons el model federal atribuint més autoritat als cantons. Dinou cantons componen ara el país: només Vaud i Ticino no són germanòfons. Durant les Dietes, l'alemany domina clarament, els grisons i els friburgesos utilitzen aquesta llengua majoritàriament.
Entre el 1815 i el 1830 la Restauració uneix els vint-i-dos cantons sobirans en un pacte. Tot i que aquesta nova Confederació comprèn alguns cantons llatins o multilingües (Ginebra, Vaud, Neuchâtel, Friburg, Berna, Valais, Ticino i Grisons), l'alemany queda com l'única llengua privilegiada del país, en reacció a la preponderància del francès sota l'antiga República Helvètica. A la Dieta cadascú fa ús de la llengua que desitja, però les decisions són publicades únicament en alemany.
La creació d'institucions militars federals, com l'Escola Militar de Thun, així com la creació de nombroses societats d'estudiants contribueixen a l'emergència d'un sentiment nacional i permeten que les persones provinents de diverses regions lingüístiques es freqüentin. A més a més, les elits de confessió protestant dels cantons de Ginebra, Vaud, Neuchâtel i Jura s'interessen en la cultura alemanya. El francès és introduït en els programes escolars de la Suïssa alemanya, a Basilea a partir del 1817. La Suïssa romanda ocupa d'ara endavant un lloc en la vida econòmica i cultural, i crea un cert equilibri entre alemànics i romands.

#### L'estat federal del 1848 plurilingüe
El 1847 la Guerra de Sonderbund oposa cantons catòlics (tret de Ticino) i protestants. Els cantons romands es reparteixen en els dos bàndols segons llur confessió i no segons llur pertinença lingüística, així doncs, els soldats de tot el país es freqüenten per la mateixa causa, cosa que preserva la pau de les llengües. La ràpida victòria de les forces federals permet la creació d'un estat democràtic i progressista.
El problema de les llengües no és un tema central del nou estat. Segons l'article 109 (adoptat per poc) de la Constitució del 1848: «Les tres principals llengües parlades a Suïssa, l'alemany, el francès i l'italià són les llengües nacionals de la Confederació». Aquestes tres llengües esdevenen llengües oficials. No hi ha, doncs, coincidència entre llengua i nació a Suïssa, atès que l'alemany, majoritari, no és l'única llengua nacional. És una originalitat en el context europeu dels estats nació.
El primer consell federal té en compte les llengües, car està compost de cinc alemànics, d'un romand i d'un de Ticino. Això no obstant, per llei la seva pròpia estructura, l'estat federal del 1848 va fer que les tres llengües llatines fossin minoritàries: la tendència és a la centralització dels afers públics sobre el pla nacional.
Cal esperar als anys 1990 per veure com la qüestió de la protecció de la diversitat lingüística i cultural s'inscriu en els texts oficials. El poble accepta, el 1996, un nou article constitucional sobre les llengües; la revisió de la constitució federal d'abril del 1999 conté diversos nous articles sobres les llengües, i les aportacions principals són: el romanx, llengua nacional des del 1938, s'inscriu en tant que llengua nacional (article 4), els cantons determinen llurs llengües oficials i prenen en consideració les minories autòctones (article 70.2), la Confederació i els cantons promouen la comprensió i els intercanvis entre comunitats lingüístiques (article 70.3), la Confederació dona suport als cantons plurilingües en llurs tasques particulars (article 70.4) i dona suport a mesures per promoure i protegir l'italià i el romanx (article 70.5).

## Llengües nacionals i llengües oficials
A nivell federal es distingeix entre les llengües nacionals, que són les llengües utilitzades a Suïssa, i les llengües oficials, que són les que utilitza la Confederació o els cantons.
Les quatre llengües nacionals són l'alemany (i no pas l'alemany suís), majoritari, i tres llengües romàniques minoritàries: el francès, l'italià i el romanx.
Les llengües oficials són l'alemany, el francès i l'italià. Segons l'article 70 de la Constitució federal del 1999 el romanx és parcialment llengua oficial en el sentit que és utilitzat per als informes que la Confederació fa amb les persones de llengua romanxa, és doncs, a partir d'aquesta data, una llengua oficial regional, atès que només es parla al cantó dels Grisons.
A l'ONU Suïssa utilitza el francès com a llengua de treball. · 

### Principis
Els quatre grans principis previstos per la Constitució Federal són:
- La igualtat de les llengües
- La llibertat dels ciutadans en matèria de llengua
- La territorialitat de les llengües
- La protecció de les llengües minoritàries

Les tres llengües oficials són, per tant, iguals en dret a nivell federal des del 1848. Segons el segon principi, els ciutadans tenen la llibertat de triar llur llengua; és, tanmateix, el principi de territorialitat que és primordial, car permet d'establir les zones lingüístiques. Quant al romanx, fortament minoritari, ha patit una disminució del seu territori al llarg del temps. D'altra banda, gràcia a l'estatus de llengües regionals i al títol de quarta llengua, l'italià i el romanx reben el suport de la Confederació, que duu a terme mesures als cantons dels Grisons i de Ticino.

### Legislació
El suport a les llengües minoritàries és regit per la «Llei federal del 6 d'octubre del 1995 sobre els ajuts financers per a la protecció i la promoció de les llengües i cultures romanxa i italiana». Aquesta llei fou reemplaçada des de l'1 de gener del 2010 per una llei general, la «Llei federal del 5 d'octubre del 2007 sobre les llengües nacionals i la comprensió entre les comunitats lingüístiques (Llei sobre les llengües, LLC)». L'ordre d'aplicació entra en vigor l'1 de juliol del 2010. La protecció i la promoció de les llengües minoritàries és represa per l'ordenança. S'hi van afegir nous punts: mesures de promoció d'intercanvis escolars, el suport als cantons plurilingües, mesures per enfortir el plurilingüisme en l'administració federal, la instauració de quotes i, finalment, la creació d'un centre de competència del plurilingüisme. · 
La llibertat dels ciutadans en matèria de llengua cohabita amb la jurisprudència del Tribunal Federal en matèria de llengua materna. ·  De fet, el principi de la llibertat dels ciutadans en matèria de llengua i el de la territorialitat de les llengües poden contradir-se, sobretot en algunes viles, districtes o cantons oficialment bilingües.

### Suïssa i la Convenció Europea de les Llengües Minoritàries
El 25 de setembre del 1997 Suïssa va ratificar la Carta Europea de les Llengües Regionals o Minoritàries del 5 de novembre del 1992. La carta va entrar en vigor l'1 d'abril del 1998 sota la forma de la llei RS 0.441.227 presentada per l'oficina federal de cultura, que és responsable de dur-la a la pràctica. Per la seva situació lingüística específica, Suïssa declara que no té cap «llengua regional o minoritària» bo i reconeixent el romanx i l'italià «llengües oficials menys esteses» segons l'article 3 de la carta i declara el ienix com «llengua sense localització territorial». D'acord amb les disposicions de la carta, Suïssa adreça al secretari general del Consell d'Europa un primer informe periòdic el 2 de desembre del 1999 en què són precisades les disposicions jurídiques posades en pràctica, l'absència, en el sentit jurídic del terme, de llengua regional o minoritària així com dos informes, redactats respectivament pels cantons dels Grisons i de Ticino sobre l'aplicació dels paràgrafs que concerneixen les mesures recomanades per la carta.
El 2001 el comitè de ministres del Consell d'Europa adopta, sobre proposició d'un comitè d'experts l'informe dels quals conté vuit conclusions generals, una recomanació en tres punts per demanar a Suïssa d'enfortir la protecció de la llengua romanxa, en particular davant la justícia als Grisons i d'enfortir l'ús del romanx i de l'italià al si de l'administració federal. L'any següent, Suïssa produeix un segon informe periòdic en què insisteix llargament sobre la recomanació d'enfortir l'ús de les llengües minoritàries al si de l'administració i precisa en particular la diferència entre l'italià, llengua oficial, i el romanx, llengua nacional, l'adopció del qual com a llengua de treball no seria «realista, vist el petit nombre de persones de llengua romanxa en l'administració i el cost desproporcionat de l'operació». L'informe menciona finalment el desenvolupament dels serveis de traducció italiana, decidits el 1991 i posats en pràctica el 1996 i el 1999 amb més de 20 llocs de treball creats.
En la seva segona publicació el 2004, el comitè introdueix dues noves recomanacions: l'enfortiment de l'ús del romanx en la ràdio i televisió privades així com el reconeixement del ienix com llengua regional o minoritària tradicionalment parlada i fent part del patrimoni cultural i lingüístic del país. En l'informe d'experts que acompanya la recomanació, el cas particular de la minoria wàlser a la vila de Bosco-Gurin és evocat sota la forma d'una indicació segons la qual aquesta llengua estaria en procés d'extinció i d'un avís demanant a les autoritats competents de prendre «mesures urgents per donar suport a l'alemany (wàlser) en aquesta vila». Aquests punts diferents són llargament presos en compte i detallats en el tercer informe publicat per Suïssa el 2006, on, si el ienix és oficialment reconegut com fent part integrant del patrimoni cultural suís, el cantó de Ticino declara «que a imatge de les espècies biològiques hi ha també per a les llengües en via d'extinció una grandesa límit a partir de la qual la supervivència és impossible» i que els prop de 30 habitants de la vila que parlen encara wàlser no justifiquen pas fer accions per protegir aquesta llengua.
El tercer informe del comitè d'experts, publicat el 2008, demana d'assegurar-se que el Rumantsch Grischun és introduït a les escoles, que, a les viles majoritàriament germanòfones, el romanx sigui utilitzat en les relacions amb els locutors minoritaris romanxos, i finalment mantenir el diàleg amb els locutors ienixos en vista de l'aplicació de la carta.

### Equilibri lingüístic del consell federal
L'òrgan executiu de la Confederació és el Consell Federal, format per set membres.
La llei només fixa uns pocs criteris sobre la representativitat dels membres del Consell, però l'origen geogràfic cantonal i lingüístic dels candidats té un paper determinant en llur tria. La proporció entre llatins i alemànics ha estat des de fa temps l'objecte d'una atenció particular, el primer Consell Federal del 1848 estava format per dos llatins i cinc alemànics, una proporció semblant a la repartició lingüística de la població suïssa. La majoria del temps els dos llatins venen de la Suïssa romanda, però aquesta proporció no fou pas constant i, de vegades, el Consell només tingué un llatí (durant els períodes de 1913-1917, 1934-1947 i 1967-1970). La Suïssa Italiana no ha estat sempre representada al Consell Federal, així com els parlants romanxos. Els pocs consellers federals del cantó dels Grisons parlaven romanx però només un, Felix-Louis Calonder, conseller federal entre el 1913 i el 1920, va representar plenament la regió romanxa.
La qüestió de la representativitat lingüística al si del Consell Federal és sovint tema de debats i especulacions durant els períodes de renovament dels consellers federals.

## Repartició geogràfica i de parlants
| any                                                                              | alemany | francès | italià | romanx | altres llengües · |
| -------------------------------------------------------------------------------- | ------- | ------- | ------ | ------ | ----------------- |
| 1910                                                                             | 69,1    | 21,1    | 8,1    | 1,1    | 0,6               |
| 1920                                                                             | 70,9    | 21,3    | 6,1    | 1,1    | 0,6               |
| 1930                                                                             | 71,9    | 20,4    | 6,0    | 1,1    | 0,6               |
| 1941                                                                             | 72,6    | 20,7    | 5,2    | 1,1    | 0,4               |
| 1950                                                                             | 72,1    | 20,3    | 5,9    | 1,0    | 0,7               |
| 1960                                                                             | 69,3    | 18,9    | 9,5    | 0,9    | 1,4               |
| 1970                                                                             | 64,9    | 18,1    | 11,9   | 0,8    | 4,3               |
| 1980                                                                             | 65,0    | 18,4    | 9,8    | 0,8    | 6,0               |
| 1990                                                                             | 63,6    | 19,2    | 7,6    | 0,6    | 8,9               |
| 2000                                                                             | 63,7    | 20,4    | 6,5    | 0,5    | 9,0               |
| 2010                                                                             | 65,6    | 22,8    | 8,4    | 0,6    | ND                |
| La repartició de les llengües el 2000 Font: Oficina Federal d'Estadística (2002) |         |         |        |        |                   |
|                                                                                  |         |         |        |        |                   |

Suïssa es divideix en quatre zones lingüístiques reconegudes, en principi unilingües: una zona de llengua alemanya, una zona de llengua francesa (a l'oest), una zona de llengua italiana (representada pel cantó de Ticino i algunes valls meridionals dels Grisons), i una zona de llengua romanxa (al cantó dels Grisons).
Tot i que la majoria dels cantons són unilingües, n'hi ha alguns que estan dividits en dues i fins i tot tres zones lingüístiques.
Dels 26 cantons que té el país, 22 tenen una única llengua oficial:
- 17 cantons alemànics: Appenzell Inner-Rhoden, Appenzell Ausser-Rhoden, Argòvia, Basilea-Camp, Basilea-Ciutat, Glarus, Lucerna, Nidwalden, Obwalden, Sankt Gallen, Schaffhausen, Solothurn, Schwyz, Turgòvia, Uri, Zug i Zuric.
- 4 cantons romands: Ginebra, Jura, Neuchâtel i Vaud.
- 1 cantó italià: Ticino

Els cantons dividits en diverses zones lingüístiques són:
- 3 cantons amb l'alemany i el francès com a llengües oficials: Friburg, Valais i Berna.
- 1 cantó amb l'alemany, l'italià i el romanx com a llengües oficials: els Grisons. Tanmateix, el romanx només és parlat en una part del cantó.

### Principi de territorialitat
La Confederació no té competències en matèria de repartició de les llengües. Les fronteres lingüístiques són fixades pels cantons, que determinen llurs llengües oficials i vetllen per la repartició territorial tradicional de les llengües. En alguns casos, poden delegar aquest poder a les viles (per exemple per delimitar la zona de la llengua romanxa al cantó dels Grisons).
L'objectiu del principi de territorialitat és el manteniment, en la mesura del possible, de les zones lingüístiques dins de llurs límits històrics, que es mantenen relativament estables. Tanmateix, entre el 1860 i el 2000, 83 viles han canviat de regió lingüística i al llarg de la història la frontera entre l'alemany i el francès ha canviat a Friburg, al Jura i a Valais.
Per exemple, a Valais, les viles de Sion i Sierre van ser primer de llengua francesa, després, sota l'Antic Règim, de llengua alemanya abans de tornar al francès. La regió romanxa disminueix regularment en profit de la regió lingüística alemanya.
Amb el principi de territorialitat, cada vila té una llengua oficial i, per exemple, quan un germanòfon s'estableix a la Suïssa romanda, ha d'acceptar la llengua oficial del seu lloc de residència i, sobretot, acceptar que l'escola pública es faci en francès. Una excepció parcial a aquest principi és admesa a la vila de Berna, per la seva funció de vila federal, on treballen nombrosos treballadors federals que provenen d'altres regions lingüístiques. La vila té sobretot escoles en altres llengües que l'alemany, com per exemple en francès.

#### Barreja de llengües
Al mateix interior de les quatre regions lingüístiques, s'observen diferències en la repartició de les llengües. A la regió germanòfona, el 2000, l'italià és la segona llengua nacional més practicada amb el 3% de la població, el francès arriba només a l'1,4%. A les altres regions lingüístiques, l'alemany sempre és al segon lloc, però amb percentatges diversos: 5,1% a la Suïssa romanda, 8,3% a la Suïssa italiana i 25% a la suïssa romanxa.
La regió romanxòfona és la menys homogènia amb el 68,9% dels residents que utilitzen la llengua oficial. A més a més, només una mica més de la meitat del conjunt dels romanxòfons hi viuen. De fet, 18.000 locturos viuen a la seva pròpia regió lingüística, 9.000 a la resta del cantó dels Grisons i 8.000 a la resta de Suïssa, dels quals 990 a Zúric, que és la vila suïssa (fora dels Grisons) amb més parlants del romanx.
| -                                                                              | Alemany | Francès | Italià | Romanx | Llengües no nacionals · |
| ------------------------------------------------------------------------------ | ------- | ------- | ------ | ------ | ----------------------- |
| Regió germanòfona                                                              | 86,6    | 1,4     | 3,0    | 0,3    | 8,7                     |
| Regió francòfona                                                               | 5,1     | 81,6    | 2,9    | 0,0    | 10,4                    |
| Regió italòfona                                                                | 8,3     | 1,6     | 83,3   | 0,1    | 6,6                     |
| Regió romanxòfona                                                              | 25,0    | 0,3     | 1,8    | 68,9   | 3,9                     |
| Font: Cens federal de població (2000), Oficina Federal d'Estadística de Suïssa |         |         |        |        |                         |

La barreja de llengües es deu a:
- Els intercanvis al llarg de la frontera lingüística.
- L'economia i els transports.
- La immigració.
- Les migracions internes.

Al llarg de les fronteres lingüístiques les llengües tenen contacte entre elles, fins i tot es barregen, i apareixen així algunes viles bilingües com Bienne, Friburg, Sion i Sierre. Mentre que els suïssos són en gran part monolingües, els habitants d'aquestes regions són naturalment bilingües.
Lluny de les fronteres lingüístiques les llengües tenen contacte també, a causa de l'economia. Per exemple, la part de germanòfons a Ticino comença a donar-se al segle xx després de la construcció de la línia ferroviària del Gothard, oberta el 1882, i després de la construcció del túnel obert el 1980 que facilita els intercanvis, el turisme i l'establiment de molts germanòfons suïssos o estrangers al sud dels Alps. El 1980 algunes viles, com Orselina, ja tenien fins al 50% de germanòfons. Als grans centres econòmics com Ginebra o Zúric l'anglès també hi és molt present en les companyies multinacionals. La vila federal de Berna té també un gran nombre de funcionaris francòfons.
La immigració d'italòfons de l'estranger durant els anys 1960 i 1970 fa que el nombre de persones de llengua materna italiana augmenti en una gran proporció pertot Suïssa, i no només a la Suïssa italiana. La taxa més alta d'italòfons a Suïssa va arribar a l'11,9% el 1970; baixa d'ençà aleshores, car els descendents de la primera generació d'immigrants adopten la llengua del lloc de residència. Entre aquesta població, el 40% practiquen encara l'italià dins l'àmbit familiar.
La migració interna: els estudiants de Ticino que han d'estudiar a Zuric, companyies que obren sucursals pertot Suïssa; són exemples que indueixen a desplaçaments de població d'una regió lingüística a una altra.

#### Cantons bilingües
La Confederació dona suport a l'execució de les tasques principals dels cantons que es troben entre dues o tres zones lingüístiques. La política lingüística queda determinada per cada cantó al nivell de districtes, viles i el principi de territorialitat.
Així doncs, al cantó bilingüe de Berna, el francès és la llengua oficial al Jura bernès mentre que l'alemany ho és a la resta del cantó, tret de la regió de Bienne, que és bilingüe francès-alemany.
- Al cantó de Friburg, el districte de la Singine, germanòfon, representa el 14,5% de la població total del cantó.
- Al cantó de Valais, els districtes germanòfons d'Haut-Valais representen el 37,1% de la població total del cantó.
- Al cantó dels Grisons, la repartició de les llengües entre el romanx, l'alemany i l'italià es fa a nivell de viles: Els districtes de Bernina, Moesa, així com el cercle de Bregaglia (districte de Maloja) són bàsicament italòfons.

#### Districtes i viles bilingües

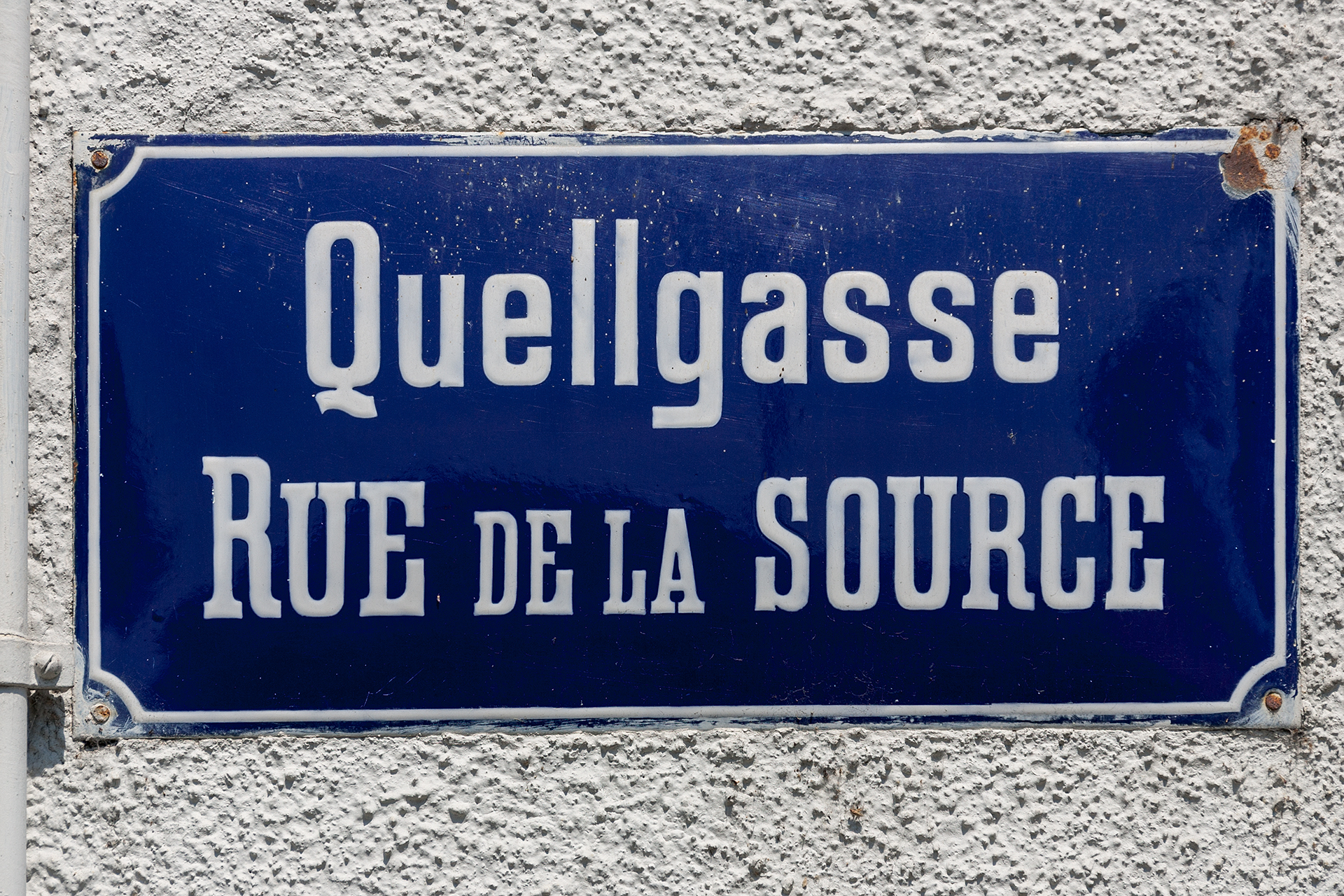
Placa d'un nom de carrer bilingüe a Bienne.

En algunes aglomeracions situades a la frontera lingüística, el bilingüisme és també aplicat al nivell de viles. El bilingüisme de ciutat, però, és rar: només 35 viles són bilingües francès-alemany. Una vila és bilingüe si la minoria lingüística representa almenys el 30% de la població resident. Per exemple, Bienne és bilingüe alemany-francès i la vila de Friburg és bilingüe francès-alemany.
Els districtes bilingües són:
- Al cantó de Berna, l'arrondissement administratiu de Bienne amb el 61% de germanòfons i el 39% de francòfons.
- Al cantó de Friburg, el districte de la Sarine amb el 75,3% de francòfons i el 14,5% de germanòfons, i el de Le Lac amb el 67,1% de germanòfons i el 24,9% de francòfons.
- Al cantó dels Grisons la majoria dels districtes són bilingües.
- A Valais no hi ha cap districte bilingüe.[pls 5]

#### Límits de la llibertat de les llengües
En algunes regions oficialment bilingües, el principi de la llibertat dels ciutadans en matèria de llengua és limitat pel de la territorialitat de les llengües. El principi de la llibertat dels ciutadans en matèria de llengua permetria a una minoria nacional fer ús de la seva llengua en els informes a les autoritats o també que fos possible l'escolarització pública en la seva llengua minoritària. De fet, el principi de territorialitat exigeix que només la llengua determinada oficialment sigui utilitzada a l'escola. Per exemple, al cantó dels Grisons, les viles determinen llur llengua i, per raó de la forta presència de germanòfons a les viles romanxòfones, les situacions varien segons les polítiques comunals. a Pontresina l'escola es fa en romanx mentre que només el 15% de la població és romanxòfona; i a la vila veïna de Sankt Moritz la població romanxòfona, també minoritària, ha d'acceptar que l'escola es faci en alemany. El principi de la territorialitat de les llengües, de vegades qüestionat, actua també com un instrument d'assimilació als cantons dels Grisons, Friburg, Valais i Berna o a les viles de Bienne, Friburg, Sion i Sierre.
L'arrondissement administratiu de Bienne, bilingüe, limita el principi de territorialitat en profit del de la llibertat dels ciutadans; la població censada és poliglota. L'ús de l'alemany i del francès és possible amb les autoritats. La representació política és proporcional a la repartició alemany-francès de la població i cadascú s'expressa en la seva llengua al Parlament, sense cap traducció.

### Límits lingüístics

#### Röstigraben
El Röstigraben (en alemany literalment «barrera de röstis», del nom del plat típic de la Suïssa alemanya, la truita de patates cuites) és el nom que es dona a la separació lingüística, cultural i política entre l'alemany i el francès. Aquesta frontera lingüística es remunta a l'alta edat mitjana.
L'estudi dels topònims de localitats permet de trobar les traces de l'extensió de les zones d'influència de les diferents llengües. Així doncs, els noms dels pobles que acaben en -ens o -ence, molt freqüents als cantons de Friburg i de Vaud fins al bord del llac Léman, són d'origen alemany i mostren grans obertures en el territori burgundi; els prefixos Wal- i Walen- (que significa Welsch) es troben molt majoritàriament a la zona compresa entre l'Aar i la Sarine, que fixa la frontera lingüística a partir del segle viii.

#### Límit del romanx
Al sud i a l'est del país, el procés no ha estat tan ràpid i la frontera lingüística ha canviat lentament. Tot i que el romanx queda durant molt de temps dominant a les valls rètiques, s'estén segons algunes fonts, encara fins a Einsiedeln al segle x. La vila de Glaris és encara bilingüe al segle xi, durant el període en què el dialecte germànic comença a estendre's a la vall de Conches, i després a tot l'Alt-Valais, fet que provocà la migració dels wàlser, que uneixen, al segle xiii, les valls dels Grisons. Des del segle xiv la majoria de les valls i la totalitat del Vorarlberg van convertir-se en germanòfones, la població autòctona va adoptar la llengua de la classe dominant. Els únics enclavaments romanxos que resisteixen són geogràficament lligats per colls a Itàlia.

#### Límit de l'italià
El límit lingüístic entre l'italià i l'alemany és natural i separa, a Suïssa, el nord del sud dels Alps. Segueix els cims del massís del Gothard, l'italià i els seus diferents dialectes es parlen al sud del massís, a Ticino, i a les valls del cantó dels Grisons situades al sud dels Alps.

## Usos
Tot i que el país és quatrilingüe, els habitants no tenen pas tots el mateix coneixement lingüístic i rarament parlen totes quatre llengües nacionals. Majoritàriament els suïssos neixen monolingües; el 6% són bilingües al començament de l'escolaritat. La majoria dels suïssos esdevenen doncs plurilingües perquè aprenen les altres llengües.
L'ús de les llengües difereix segons les regions lingüístiques, la proximitat o no d'un límit lingüístic, la nacionalitat i la barreja de les poblacions, el perfil socioeconòmic o l'activitat professional. Al voltant del 64% de la població té l'alemany com llengua principal, el francès representa al voltant del 20% de la població, l'italià el 6% i el romanx, en regressió lenta, (-15% d'ençà deu anys) té menys de 40.000 parlants; i al voltant del 9% de la població resident parla una llengua estrangera no nacional. A la pràctica, els germanòfons parlen majoritàriament un dels nombrosos dialectes alemanys suïssos o Schwyzerdütsch. D'acord amb la repartició de les llengües principals, les llengües parlades per a un ús familiar o laboral són més representades, sobretot les llengües minoritàries i les de la immigració; de mitjana, un adult parla dues llengües estrangeres.
Els suïssos alemànics anomenen de vegades els romands els Welsches i la Suïssa romanda el Welschland, el mot Welsch significa 'celtes' en alemany antic. També s'ha reprès per designar els pobles de llengua romànica a les zones majoritàriament francòfones com la Romandia o fins i tot la Valònia (sud de Bèlgica).
Els suïssos romands anomenen de vegades els suïssos alemànics els Totos o Bourbines i la Suïssa alemanya Bourbineland (aquests termes tenen en principi una connotació pejorativa).

### Llengües nacionals (les quatre zones lingüístiques)

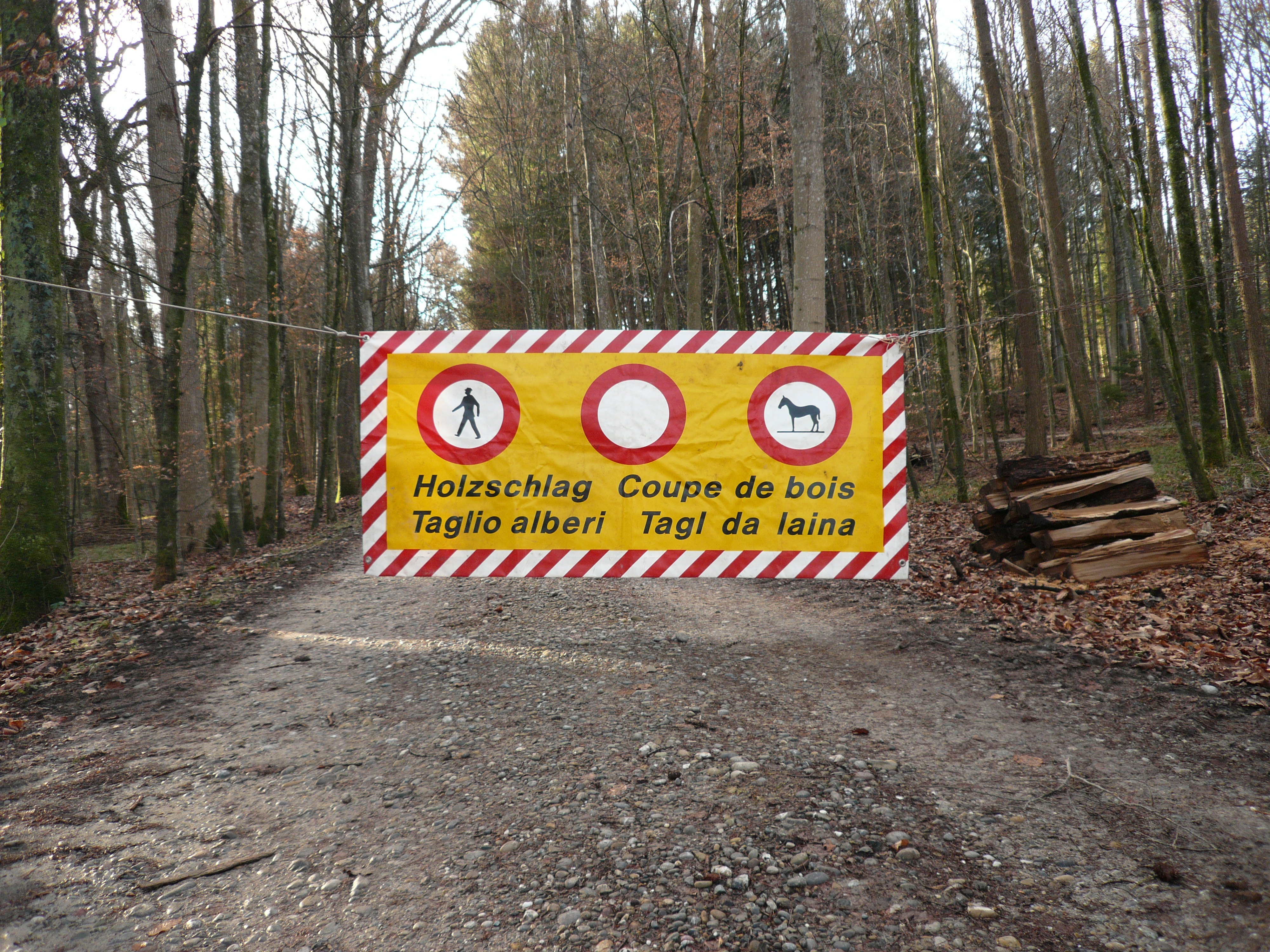
Cartell en les quatre llengües.

La majoria dels suïssos parlen més d'una llengua. A l'escola l'ensenyament d'una altra llengua nacional com a llengua estrangera és obligatori. Els romands o els habitants de Ticino aprenen l'alemany estàndard a l'escola, l'ús corrent de l'alemany suís a la Suïssa alemànica és una dificultat suplementària en els intercanvis culturals, així com per a l'accés als estudis o als llocs de treball on el coneixement i la pràctica d'un dialecte alemany són importants. A la Suïssa alemànica els estrangers i els suïssos que provenen d'altres regions lingüístiques han d'aprendre l'alemany estàndard i l'alemany suís local si volen comunicar-se amb els habitants del seu lloc de residència.
Les minories italòfona i romanxòfona són particularment desfavorides: les principals escoles superiors es troben o bé a la Suïssa romanda o bé a la Suïssa alemànica. Així doncs, aquestes minories estan obligades a parlar l'alemany per defensar llur economia de cara a la Suïssa alemànica.
La majoria dels productes comercials són etiquetats en francès, alemany i italià.

#### Alemany

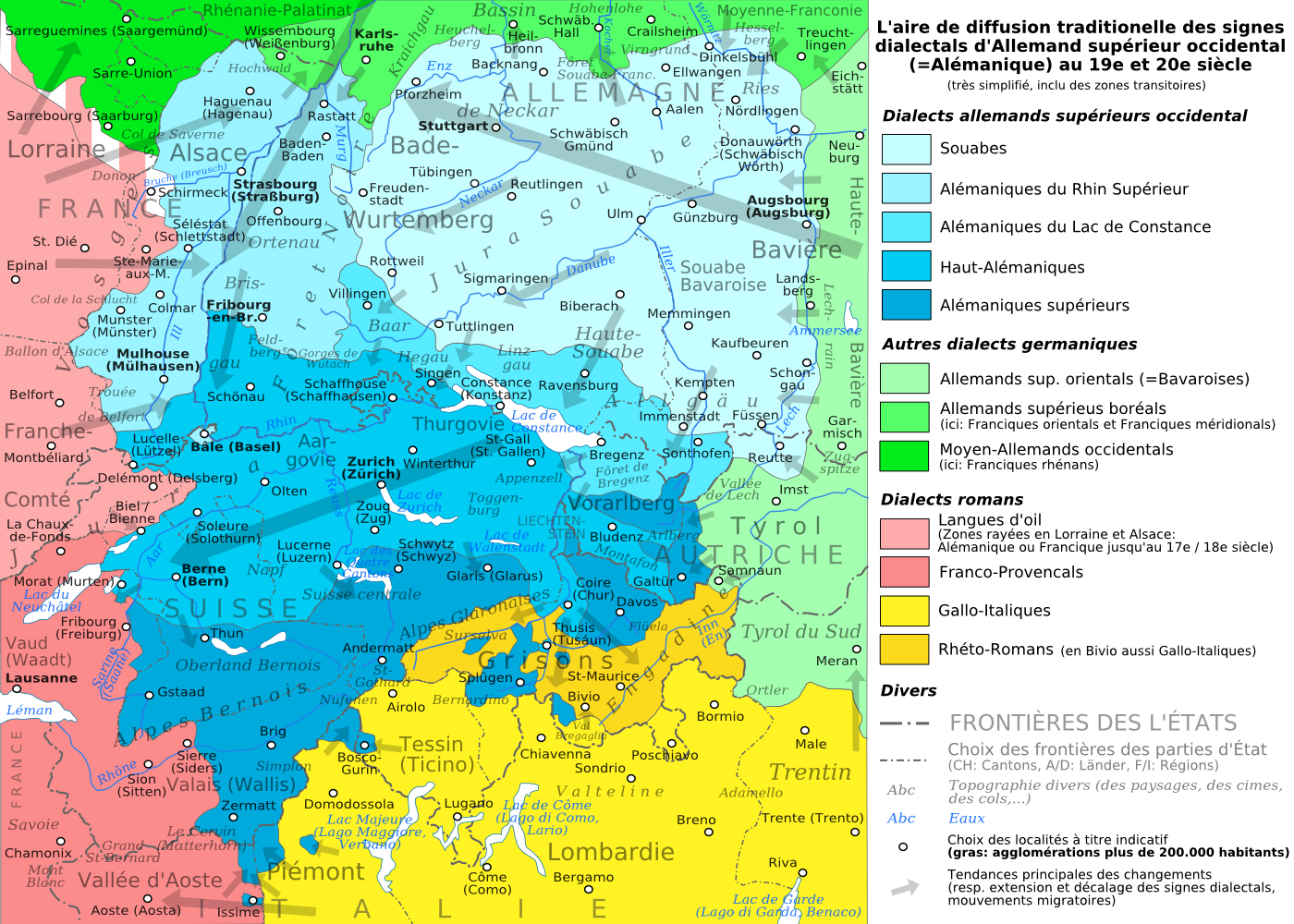
L'àrea de difusió tradicional dels signes dialectals de l'alemany superior occidental (=alemànic) durant els segles XIX i XX.

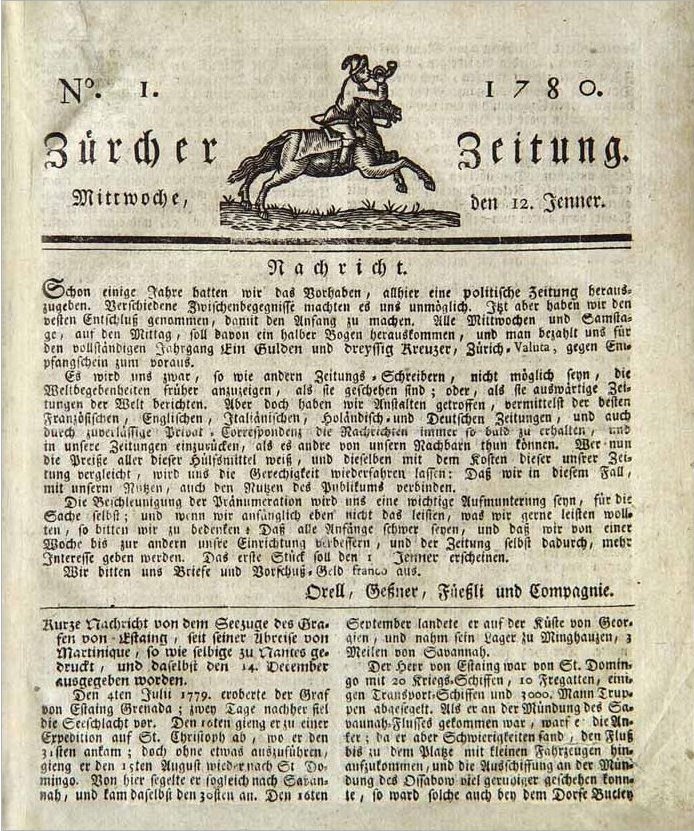
Primera publicació de la Neue Zürcher Zeitung el 1780.

En l'ús corrent de les llengües i a l'esfera privada, la població germanòfona parla generalment un dels nombrosos dialectes alemanys suïssos o Schwyzerdütsch, els quals gaudeixen d'un gran valor social, també als centres urbans, mentre que l'ús de l'alemany estàndard (Hochdeutsch' o alt alemany) queda limitat a les situacions més formals.
L'alemany suís agafa préstecs de molts termes estrangers en francès, italià o anglès. Aquests préstecs no són pas els mateixos que pren l'alemany. En lingüística, un helvetisme designa una modificació o expressió típiques a Suïssa. Per exemple: Perron, Kondukteur i Billet en comptes de Gleis, Schaffner i Fahrkarte.
Formats entre els segles xi i Plantilla:Vesaleta, els dialectes alemanys suïssos s'estenen del nord al sud, en tres grups: baix alemany, alt alemany i alemany superior. Només el dialecte de Basilea pertany al baix alemany. La gran majoria dels dialectes són de l'alt alemany i els dialectes practicats als Alps són de l'alt alemany. La pronúncia varia força del nord al sud i d'una regió a una altra. L'alemany estàndard és après a l'escola primària, i de seguida és principalment emprat per a la forma escrita formal, els diaris i les revistes. El seu ús oral no és pas apreciat per la població alemanya, de fet:
| «             | L'alemany suís no se sent còmode quan parla alemany, conscient que s'expressa de manera estranya. Així doncs, els suïssos alemanys no tenen una llengua estàndard oral simplement marginal, no tenen de fet cap registre oral en la llengua estàndard en què es trobin còmodes. | » |
| — Haas, p.104 | |   |

A la ràdio, a la televisió, però també en política, es parla preferentment l'alemany suís en comptes de l'alemany estàndard, tret d'en algunes emissions, com les notícies i les discussions de fons que tracten sobre tot Suïssa, on participen representants de les minories lingüístiques. En l'àmbit escolar, per tal d'elevar el nivell d'alemany dels alumnes que generalment prefereixen el dialecte, molts cantons alamànics (Zuric, Schwytz, Uri i Zug) han imposat l'ús sistemàtic de l'alemany estàndard, i els professors són obligats a expressar-se exclusivament en aquesta llengua. És també el que recomana la conferència suïssa dels directors cantonesos de la instrucció pública (CDIP).
La consideració de l'alemany estàndard en relació amb els dialectes alemànics ha evolucionat al llarg de la història. Al segle xviii els dialectes eren mal considerats i quan l'escola va esdevenir obligatòria al començament del segle xix, l'ús de l'alemany estàndard augmentà significativament. Al final del segle xix l'alemany era emprat en públic i el dialecte només en l'àmbit familiar. L'arribada massiva d'alemanys a Suïssa feu créixer la desaparició dels dialectes. Els diccionaris de regionalismes van començar a editar-se per protegir aquest patrimoni, com el 1862 el Schweizerische Idiotikon. Al començament del segle xx, després de la Primera Guerra Mundial, l'alemany estàndard perd la seva influència i, després del 1933, l'ús dels dialectes fou alenat per tal de distanciar-se d'Alemanya. Durant la segona meitat del segle xx l'alemany suís esdevé la llengua corrent. A l'ensenyament públic el dialecte esdevé la llengua practicada abans de convertir-se en l'alemany estàndard (hochdeutsch) al final del segle. Tanmateix, la barreja de les poblacions urbanes i els mitjans de comunicació moderns tenen tendència a modificar els dialectes locals, que es transformen en un «alemany suís interregional» comú a tota la Suïssa alemanya.
A la Suïssa romanda i italiana, s'ensenya a l'escola l'alemany estàndard i no pas l'alemany suís. És un desavantatge per a la comunicació i la comprensió interregional.
El Schweizerisches Idiotikon és el diccionari històric dels dialectes de la Suïssa de parla germànica. El primer fascicle es va publicar el 1881.

#### Francès

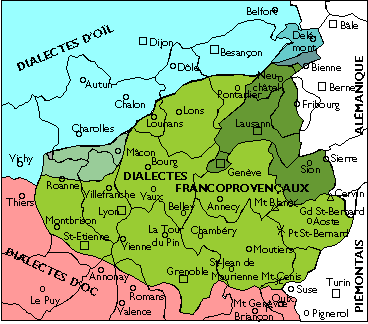
Els dialectes francoprovençals i d'oïl.

Parlat a l'oest del país, el francès de Suïssa es diferencia molt poc del francès de França. Es caracteritza per alguns termes provinents del francoprovençal, per mots com septante, huitante o nonante en comptes de soixante-dix, quatre-vingts o quatre-vingt-dix (setanta, vuitanta i noranta respectivament); així com, localment, alguns mots i expressions provinents de llengües germàniques com mouttre, witz o poutser.
L'ús dels dialectes romands o francoprovençals declina a partir de la Reforma Protestant i el declivi s'accentua durant la Revolució Francesa. Es manté una mica més als cantons catòlics i al camp. Al començament del segle xix els pedagogs aconsellen als pares de parlar francès amb els fills per facilitar-los l'aprenentatge de les matèries escolars i, a final del segle xix, els dialectes són finalment prohibits a l'escola sota pena de sanció. Els dialectes romands es van estendre al llarg del segle xx. La vila d'Évolène, a la Vall d'Hérens, és l'única vila de la Suïssa romanda on el dialecte local es transmet de generació en generació sense interrupció. La pràctica local dels dialectes subsisteix, sobretot a Valais (6,4% de parlants a final del segle xx), al cantó de Friburg (3,9%) i al del Jura (3,1%), però pràcticament han desaparegut en l'ús quotidià. Provenen tots del francoprovençal, tret del del cantó del Jura, que és un dialecte d'oïl, el franc-comtès. Malgrat el suport institucional i el fet que el dialecte és inscrit dins la constitució del Jura, el dialecte local no té cap transmissió.
Un glossari dels dialectes de la Suïssa romanda (Glossaire des patois de la Suisse romande) va ser publicada el 1899 per iniciativa de Louis Gauchat.

#### Italià
A la Suïssa italiana (el cantó de Ticino i algunes valls meridionals dels Grisons: vall Poschiavo, vall Bregaglia, vall Calanca i vall Mesolcina; i la vila de Bivio, l'única vila del costat nord dels Alps on l'italià és llengua oficial) es parla un dialecte ticinès, emparentat amb els parlars llombards, mentre que la llengua escrita és l'italià.
Hi ha tres classes d'italià en ús:
- Un dialecte local que canvia d'una vall a una altra, que és la llengua de les antigues generacions. El dialecte ticinès regional, que reemplaça els dialectes locals, és la llengua familiar més utilitzada per totes les capes de la població, tant per a l'àmbit privat com públic.
- L'italià, que és la llengua que s'aprèn a l'escola, utilitzada per a l'escrit i per a les situacions menys familiars.
- El dialecte és la llengua materna de la majoria de la població. L'italià s'empra amb el ticinès a l'administració, al món dels negocis i als serveis públics. Els programes de ràdio i de televisió de la RTSI són en italià, però alguns s'emeten també en el dialecte.

| Italià estàndard       | Italià de Suïssa       | Mot corresponent en francès i alemany         |
| ---------------------- | ---------------------- | --------------------------------------------- |
| offerta speciale       | azione                 | action; Aktion                                |
| prenotare/prenotazione | riservare/riservazione | réserver/réservation; reservieren/Reservation |
| ordinare               | comandare              | commander                                     |
| istruttore             | monitore               | moniteur                                      |

La meitat de la població de l'àrea italòfona és bilingüe. Les principals escoles superiors es troben a altres regions lingüístiques del país i la majoria dels italòfons es veuen obligats a parlar l'alemany o el francès. A l'inrevés, Ticino és una regió turística freqüentada pels suïssos alemànics o alemanys. L'ús de l'alemany estàndard a Ticino augmenta i la tendència és que es converteix en llengua corrent.
Els dialectes locals, diferents segons les valls i les viles, són encara vius fins al 1950. Les múltiples llengües, dialectes locals, ticinès i italià, són utilitzades en funció de les necessitats. Els dialectes foren prohibits a l'escola davant l'augment del feixisme a Itàlia, i més endavant foren tolerats de nou. Si el ticinès supra-regional encara és estès, els dialectes locals estan en vies d'extinció i són tema d'estudis etnogràfics, tant que els diccionaris dialectals es van començar a publicar ja als anys 1970.
La vila de Bosco/Gurin és l'única vila tradicionalment germanòfona de Ticino. Aquest poble fou fundat el 1253 per colons wàlser vinguts de l'Alt Valais, que van aportar llur dialecte alemànic. Avui dia és una vila bilingüe, tot i que la majoria de la població parla l'italià.
El Vocabolario dei dialetti della Svizzera italiana, fundat el 1907 per Carlo Salvioni, és el diccionari de l'italià de Suïssa.

#### Romanx
Plantilla:Animation
El romanx és d'ençà una votació popular el 20 de febrer del 1938 una de les quatre llengües nacionals de Suïssa, quan el poble acceptà esmenar la Constitució Federal. ·  És considerat, doncs, amb algunes restriccions, llengua oficial a nivell federal des de la votació popular del 10 de març del 1996. Parlat únicament al cantó dels Grisons, on té un estatus oficial des del segle xix, el romanx pateix una lenta regressió (-15% des de fa deu anys, amb menys de 40.000 parlants) i el seu futur és complicat.
Es pot fer una distinció en cinc llengües escrites infra-regionals:
- El sobreselvà: 13.879 parlants de la regió del Rin Anterior.
- El sotaselvà: 571 parlants a la vall del Rin Posterior.
- El surmiran: 2.085 parlants a les valls de l'Albula i de la Júlia.
- L'alt engiadinès: 2.343 parlants a l'Alt Engadin.
- El baix engiadinès: 5.138 parlants al Baix Engadin.

El Dicziunari Rumantsch Grischun iniciat a final del segle xix per Robert von Planta és el diccionari de referència per als parlars romanxs.

### Ús de les llengües nacionals per la població immigrant
Els estrangers representen el 18% de la població total. D'entre aquests, un terç dels immigrants declaren utilitzar una de les llengües nacionals com a llengua principal, però es reparteixen de manera diferent de com ho fa la població suïssa. La part dels italòfons és més gran: el 14,8% parlen italià i el 18% francès. L'alemany és parlat per aproximadament un terç dels estrangers (29,4%).
| -                                                        | Alemany | Francès | Italià | Romanx | Llengües no nacionals · |
| -------------------------------------------------------- | ------- | ------- | ------ | ------ | ----------------------- |
| Població total                                           | 63,7    | 20,4    | 6,5    | 0,5    | 9,0                     |
| Població de nacionalitat suïssa                          | 72,5    | 21,0    | 4,3    | 0,6    | 1,6                     |
| Població de nacionalitat estrangera                      | 29,4    | 18,0    | 14,8   | 0,1    | 37,7                    |
| Font: Cens federal (2000), Oficina Federal d'Estadística |         |         |        |        |                         |

### Llengua nacional (sense territori)

#### Ienix
El 1997 el ienix és reconegut com a «llengua nacional sense territori» de Suïssa.

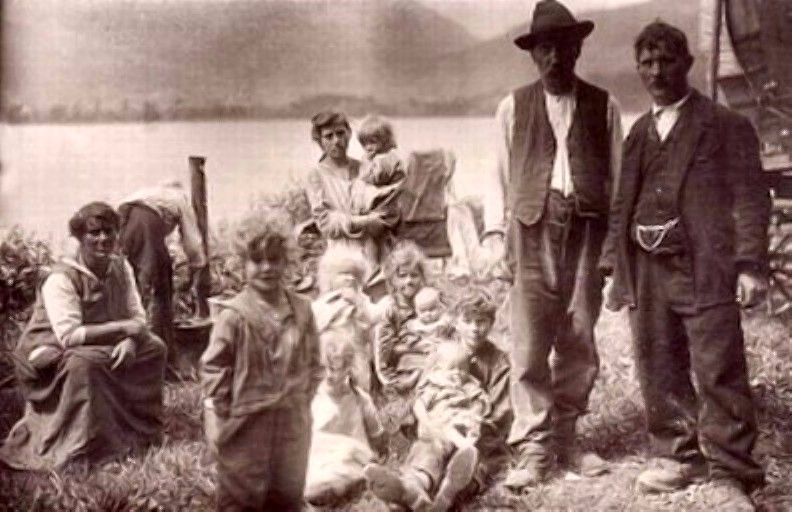
Ienixos al llac Lauerz a Schwyz, 1928, col·lecció particular.

El ienix és el sociolecte o argot dels ienixos, és a dir, d'uns grups marginalitzats que han viscut des de fa diverses generacions de manera nòmada. A Suïssa se'n compten aproximadament uns 30.000, són una minoria autòctona de la qual només uns 3.500 són encara nòmades. El ienix es considera una «llengua nacional sense territori», es caracteritza per una gramàtica alemanya i per un lèxic compost que derivat de l'alemany, de l'hebreu i del romaní, i també amb una gran influència del francès i de l'italià.

### Llengües no nacionals
Hi ha dues classes de llengües no nacionals: en primer lloc, les llengües autòctones que són o bé localitzades, o bé molt minoritàries i amenaçades de desaparèixer o sense cap lligam territorial; i en segon lloc, les llengües aportades per la immigracó. Només les noves llengües dels immigrants són les que cada cop adquireixen més importància.

#### Llengües regionals suïsses

##### Bavarès
El bavarès és una llengua del grup de l'alt alemany. A Suïssa és present com un dialecte del Tirol (bavarès del sud) i es parla únicament a la vila de Samnaun (als Grisons), que es considera com la minoria lingüística més petita de Suïssa. Aquesta particuliaritat ve del fet que la vila és geogràficament orientada cap al Tirol austríac. El 1913 s'hi construí una carretera perquè l'accés fos accessible des de Suïssa.

##### Francoprovençal
El francoprovençal o arpità és una llengua romànica històricament present als cantons francòfons, tret del cantó del Jura, que ha desaparegut com a llengua viva als cantons de Ginebra, Neuchâtel i Vaud. A Valais i Friburg (districte de la Gruyère) encara s'hi parla, però molt localment i per una minoria. Més enllà d'Évolène, on la meitat de la població el parla, ja no té cap transmissió. Les autoritats suïsses la consideren extingida, encara que hi ha algunes associacions de locutors que continuen demanant-ne un reconeixement oficial.

##### Ídix
L'ídix és una llengua jueva d'origen germànic propera a l'alemany, amb una aportació de vocabulari hebreu i eslau, que ha estat llengua vernacla de comunitats asquenazites de l'Europa central i oriental. Després de la seva esplendor els anys 1920, aquesta llengua ha desaparegut progressivament, però s'ha estabilitzat fa poc. Actualment és parlada per una petita comunitat de 1.500 persones, en primer lloc per jueus ortodoxos.

##### Wàlser
El wàlser és una llengua alamànica del grup de l'alamànic superior, originària de la vall de Conches, a l'Alt Valais. El poble wàlser, format per grups d'alamans vinguts de l'Oberland bernès, s'instal·là al voltant de l'any 1000 a la vall de Conches. El clima dolç de l'època els permeté d'estendre's per territoris verges de grans alçades amb residències permanents. El creixement ràpid de la població els va forçar a emigrar a partir del segle xii fins al xv. Fundaren més de 150 colònies en una gran part de l'arc alpí, des de Savoia fins al Tirol. En el territori de la Suïssa actual, es van establir al Bosco/Gurin i en molts indrets dels Alps rètics (cantó dels Grisons), però també a Itàlia (Vall d'Aosta i al Piemont), a Àustria (Vorarlberg), al Tirol i a Liechtenstein. Amenaçats de desaparèixer, aquesta llengua encara la parlen al voltant de 10.000 persones a Suïssa i 13.000 a Itàlia, a Àustria i a Liechtenstein.

#### Llengües immigrants estrangeres
Cal tenir en compte el plurilingüisme resultant de la immigració juntament amb el quadrilingüisme propi del país.
La immigració ha augmentat considerablement durant el segle xx. Tanmateix, la part de les llengües estrangeres no nacionals com a llengua principal resta molt feble durant la primera meitat del segle, amb menys d'1%. És durant la segona meitat del segle que aquesta part augmenta amb força fins a representar el 9% el 2000 sobretot a causa del canvi de provinença dels estrangers. Les llengües principals són, en ordre decreixent per nombre de locutors, el serbi, el croat, l'albanès, el portuguès, el castellà, l'anglès i el turc.
L'anglès és sobretot present en les principals zones urbanes de Zúric, Zug i Basilea, la regió del llac Léman, Ginebra, Lausana, i també al Baix Valais. El portuguès és representat amb força a la regió francòfona mentre que a la regió germanòfona hi predominen el serbi i el croat, l'albanès i el turc. El serbi i el croat són també molt presents a la Suïssa italiana.
| -                                                        | En % de la població total | En nombre absolut de la població total | Regió germanòfona | Regió francòfona | Regió italòfona | Regió romanx |
| -------------------------------------------------------- | ------------------------- | -------------------------------------- | ----------------- | ---------------- | --------------- | ------------ |
| Serbi / croat                                            | 1,4                       | 103.350                                | 84,1              | 10,6             | 5,1             | 0,2          |
| Albanès                                                  | 1,3                       | 94.937                                 | 84,4              | 13,6             | 1,8             | 0,1          |
| Portuguès                                                | 1,1                       | 89.527                                 | 46,4              | 49,3             | 4,0             | 0,3          |
| Castellà                                                 | 1,1                       | 77.506                                 | 57,3              | 38,6             | 4,1             | 0,1          |
| Anglès                                                   | 1,0                       | 73.425                                 | 53,9              | 43,9             | 2,1             | 0,1          |
| Turc                                                     | 0,6                       | 44.523                                 | 88,3              | 9,7              | 2,0             | 0,0          |
| Font: Cens federal (2000), Oficina Federal d'Estadística |                           |                                        |                   |                  |                 |              |

##### Anglès
L'anglès a Suïssa no és pas una llengua provinent dels grans corrents d'immigració com per exemple ho són el castellà, el serbi o el portuguès, sinó una llengua global. L'anglès s'ensenya a l'escola obligatòriament i sovint és descrit com més fàcil d'aprendre que les llengües nacionals.
Històricament, els països anglòfons van teixir molts vincles amb Suïssa durant la Reforma i el segle xviii. Escriptors com George Gordon Byron i Mary Shelley varen visitar l'Oberland bernès o la regió del Léman i publicaren llurs impressions, contribuint així a l'atractiu turístic, d'ençà el segle xix, dels Alps i de Suïssa. La primera càtedra d'anglès es creà a l'ETH Zürich el 1855. A la Suïssa romanda cal esperar el 1920 perquè s'obrissin tres càtedres a les universitats de Ginebra i de Lausana. Així doncs, durant la primera meitat del segle xx l'anglès només era parlat per a les necessitats turístiques i de comercials.
A més a més, l'ensenyament de l'anglès com a segona llengua estrangera es desenvolupa a l'ensenyament secundari, tret del Ticino. La influència anglesa i americana en els àmbits de la música, de la publicitat i de la terminologia científica, bancària, informàtica i aeronàutica, contribueix a la inserció de l'anglès com a llengua franca en la vida quotidiana suïssa. L'anglès, doncs, és utilitzat, en alguns casos (en funció de les regions, dels grups socioculturals o de les professions), per comunicar-se entre diferents comunitats lingüístiques. De cara a la invasió d'anglicismes, símbol de la colonització cultural, la cancelleria federal recomana l'ús de mots anglesos únicament si no n'hi ha equivalent en les llengües nacionals. Llista un gran nombre d'anglicismes que cal evitar del vocabulari oficial per a les relacions entre l'Estat i el ciutadà.

### Llengües vehiculars
Segons el principi de territorialitat, l'únic coneixement de la llengua del lloc de residència és indispensable als habitants. Tanmateix, per la proximitat de les fronteres lingüístiques, les llengües nacionals serveixen de llengua vehicular. El bilingüisme, fins i tot el plurilingüisme, s'observa sobretot per contacte directe entre habitants a les zones situades a la frontera de les llengües, o entre les regions veïnes mitjançant sistemes de comunicació més moderns com, per exemple, en el marc dels contactes professionals. L'alemany, en aquest cas, és la principal llengua vehicular. Tanmateix, els suïssos alemànics parlen dialectes suïssos alemanys que no són ensenyats als romands i ticinessos a l'escola pública; les competències en suís alemany dels romands i dels ticinessos són més febles que la de l'alemany. El «model suís» vol que qualsevol que s'expressi en la seva llengua pugui ser comprès per qualsevol interlocutor que parli una altra llengua nacional. Així doncs, un romand i un suís alemànic poden entendre's, segons llurs competències, en alemany o en francès. Això suposa que la Suïssa alemànica faci l'esforç d'expressar-se en alemany; però si un romand es comunica amb diversos alemànics, li és difícil mantenir la conversa en alemany; tindran una tendència natural a tornar a llur llengua parlada: un dialecte suís alemany.
De mitjana, un adult parla dues llengües estrangeres: una altra llengua nacional i l'anglès. Dos terços de les persones declaren tenir bons coneixements d'aquestes llengües estrangeres. L'aprenentatge d'aquestes llengües es fa al curs de l'ensenyament obligatori. L'ús i el nivell de competència lingüística varia en funció del nivell de vida i de la freqüència d'ús, per exemple, el 35% declaren que aprenen llengües estrangeres per raons professionals.
L'estudiant, sobretot, si prové d'una regió lingüística minoritària, de vegades està confrontat a la qüestió de la necessitat de millorar una altra llengua per als seus estudis. En les companyies, la llengua de treball de vegades pot diferir de la de la implantació de la companyia. Segons el sector d'activitat i la zona d'arribada nacional o internacional de la companyia, en funció de la clientela però també en funció dels costums al si de la companyia, l'ús de l'alemany o de l'anglès facilita la comunicació. Així doncs, l'anglès sovint és emprat com una llengua vehicular en les companyies internacionals. Per a un suís romand, per contra, la pràctica de l'alemany és un avantatge en el mercat de treball, perquè moltes societats tenen llur seu a la Suïssa alemànica.
Únicament una minoria utilitza professionalment l'anglès i d'altres llengües estrangeres serveixen de llengua vehicular a Suïssa. A la branca de la construcció o de l'hostaleria, sobretot, es poden trobar treballadors que es comuniquen en italià, portuguès o serbi, per exemple, segons les diferents onades d'immigració. També es poden trobar a diferents obres cartells d'informació o d'avís en quatre llengües: alemany, francès, italià i castellà.

#### Les llengües dins l'administració federal

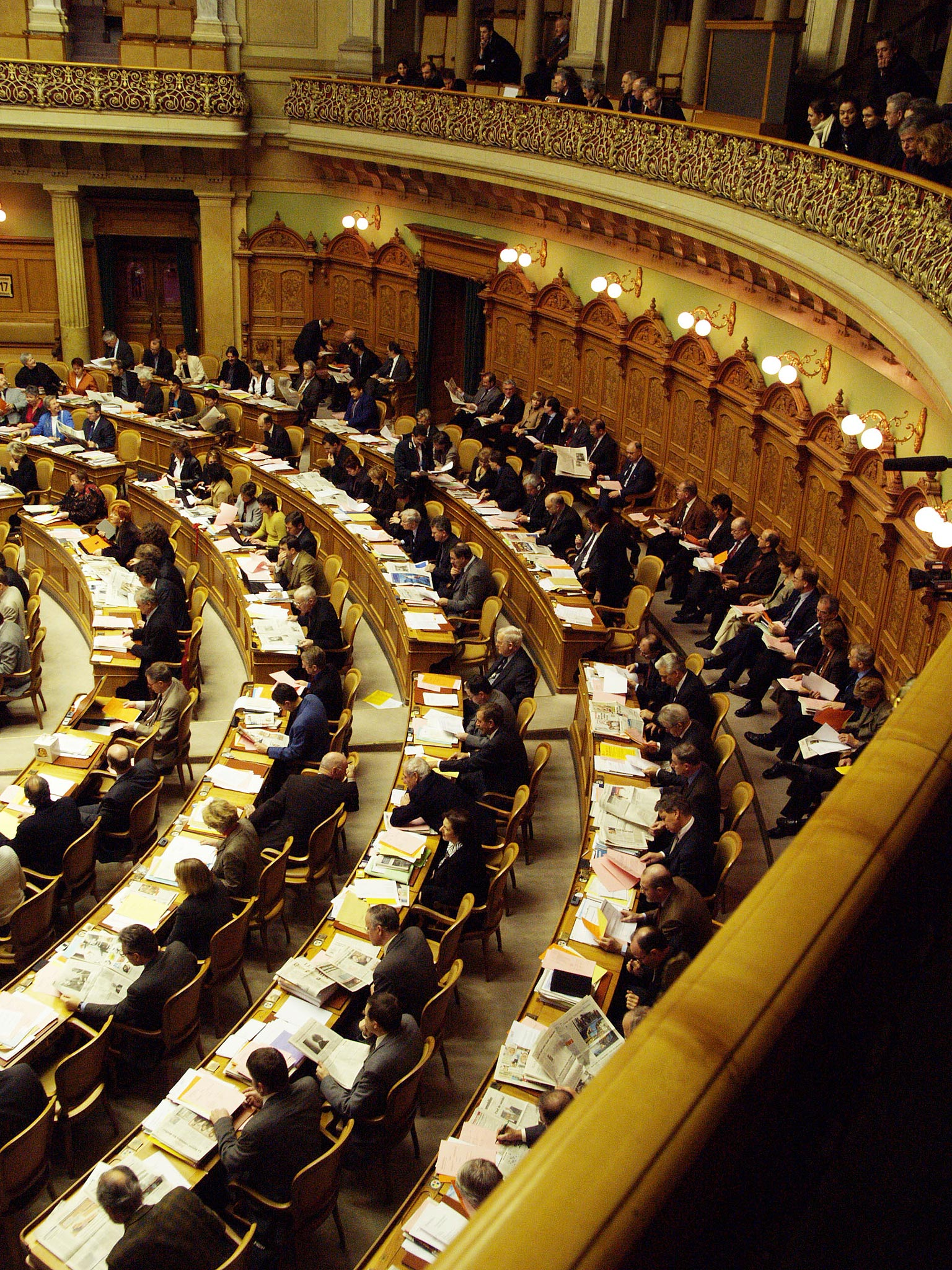
La sala de l'Assemblea Federal de Suïssa.

A l'Assemblea Federal de Suïssa, els diputats poden en principi expressar-se en qualsevol llengua nacional. Com que els germanòfons són majoritaris, és l'alemany la llengua que s'empra més sovint. Els italòfons trien l'alemany o el francès i els francesos utilitzen sobretot el francès. El romanx no s'utilitza pràcticament mai. Hi ha un sistema de traducció simultània per a l'alemany, el francès i l'italià.
El francès federal designa l'estil dels texts administratius, que, mal traduïts, traeixen un substrat germànic. De fet, traduïts de l'alemany, els documents oficials busquen una proximitat a l'original. En resulta una redacció afligida d'una terminologia estreta i mal adaptada a la llengua francesa.
Mentre que l'administració de la «Berna federal» és trilingüe, fins i tot quatrilingüe, i respon al ciutadà en la llengua nacional utilitzada per aquest, l'administració federal descentralitzada utilitza exclusivament la o les llengües oficials del cantó segons el principi de territorialitat. El 2003 el Consell Federal feu un edicte de valor de referència de representació per a cadascuna de les llengües nacionals, basada en «la proporció de les llengües maternes parlades per la població resident de nacionalitat suïssa»; basant-se en aquests valors i comparant-los amb els percentatges de treballadors de l'administració federal, els investigadors del programa nacional de recerca «PNR 56» sobre la diversitat de les llengües i competències lingüístiques a Suïssa han demostrat en llur informe final una subrepresentació de la Suïssa romanda (19,9% dels treballadors mentre que la comunitat representa més del 23%) i una sobrerepresentació de la Suïssa italiana (6,5% contra el 4,4% de la comunitat). Nogensmenys, el mateix estudi revela que els suïssos alemanys són molt sobrerepresentats en els departaments federals de Defensa i d'Afers Estrangers, on representen respectivament el 82 i el 80% del total dels treballadors; i percentatges encara més importants en els càrrecs dirigents, o en les funcions especialitzades com les finances o la gestió del personal. L'informe conclou sobre la proposició feta al Consell Federal d'imposar mesures exigents, en particular en la nova llei sobre les llengües que entrà en vigor el 2010, per tal de corregir aquestes desigualtats lingüístiques. Una associació, Helvetia latina, principalment constituïda per parlamentaris i treballadors federals, fa pressió a diversos nivells perquè les minories lingüístiques llatines siguin equitativament representades.
Amb l'entrada en vigor l'1 de juliol del 2010 de l'ordenança sobre les llengües, les quotes al si dels treballadors en l'administració federal quedaren aplicades. Els departaments i la cancelleria federal han de vetllar per contractar el 70% de germanòfons, 22% de francòfons, 7% d'italòfons i un 1% de romanxos. Les plantilles han de conèixer activament dues llengües oficials i tenir nocions de la tercera. L'ordenança vol encoratjar l'ús de les llengües maternes minoritàries, italià i romanx, al si de l'administració. Els texts de les autoritats han de ser sistemàticament traduïts en italià i romanx. D'altra banda, l'ordenança sobre les llengües fixa el marc de l'ús del romanx en tant que llengua parcialment oficial de la Confederació. · .
Els tribunals federals són trilingües i els ciutadans poden utilitzar la llengua habitual de llur lloc de residència. El tribuanl, però, ofereix les sentències únicament en la llengua de la part defensada.

### Llengües parlades en l'àmbit familiar
La immigració, les xarxes de comunicació, les mescles de poblacions fan que a Suïssa, en l'àmbit familiar o al si d'un grup social, es pugui utilitzar una llengua que no és per força la del lloc de naixement.
Segons els dos darrers censos federals, els de 1990 i 2000, a la pregunta «Quina o quines llengües parleu habitualment a casa?» les respostes possibles, a triar, eren: alemany, francès, italià, romanx, dialecte alamànic, patuès romand, dialecte tessinès o italo-grisó i anglès.
El resultat, agrupant els dialectes amb les llengües nacionals, és que la repartició és comparable a la repartició de les llengües principals i les regions lingüístiques amb una sobrerepresentació de les llengües minoritàries.
| -                                                                          | Alemany | Francès | Italià | Romanx | Anglès | Altres · | Notes                         |
| -------------------------------------------------------------------------- | ------- | ------- | ------ | ------ | ------ | -------- | ----------------------------- |
| Llengua principal                                                          | 63,7    | 20,4    | 6,5    | 0,5    | 1,0    | 8,0      | total : 100% (una sola opció) |
| Llengua parlada                                                            | 67,5    | 23,9    | 10,4   | 0,7    | 4,4    | 13,2     | opció múltiple                |
| Font: Cens federal de la població (2000), Office fédéral de la statistique |         |         |        |        |        |          |                               |

### Llengües parlades en l'àmbit laboral
Les llengües parlades a la feina difereixen fortament segons les regions lingüístiques, les categories socioprofessionals i les branques d'activitat.
Cada llengua nacional té, l'any 2000 i a la seva regió lingüística, una presència molt forta i una tendència a progressar en comparació al cens del 1990.
| -                                                                                 | Alemany a la Suïssa alemanya | Francès a la Suïssa romanda | Italià a la Suïssa italiana | Romanx als Grisons romanxos |
| --------------------------------------------------------------------------------- | ---------------------------- | --------------------------- | --------------------------- | --------------------------- |
| Cens del 1990                                                                     | 95,2                         | 95,6                        | 97,6                        | 74,4                        |
| Cens del 2000                                                                     | 98,5                         | 97,9                        | 98,6                        | 77,5                        |
| Font: Cens federals de la població (1990, 2000), Office fédéral de la statistique |                              |                             |                             |                             |

Per raó de l'evolució del món de la feina, la tendència és emprar cada cop més llengües. La progressió de l'anglès és la que més en destaca. Tanmateix, aquesta progressió no es fa en detriment de l'alemany o del francès, es tracta d'un afegit, una diversificació de l'ús de les llengües.
| -                                                                          | Categories socioprofessionals       | Regió           | Alemany     | Francès | Italià | Anglès | Mitjana de llengües parlades |
| -------------------------------------------------------------------------- | ----------------------------------- | --------------- | ----------- | ------- | ------ | ------ | ---------------------------- |
| 1                                                                          | Dirigents                           | Suïssa alemanya | 97.8 · 59.8 | 30.6    | 13     | 43     | 2                            |
| 2                                                                          | Professions liberals                | Suïssa alemanya | 98.7 · 73.5 | 41.5    | 23.3   | 54.5   | més de 2                     |
| 3                                                                          | Altres independents                 | Suïssa alemanya | 99.3 · 37.1 | 16.9    | 9.4    | 20.5   |                              |
| 4                                                                          | Professions intel·lectuals          | Suïssa alemanya | 97.8 · 74.5 | 35.4    | 11.2   | 51.5   | >2                           |
| 5                                                                          | Professions intermediàries          | Suïssa alemanya | 99.1 · 57.3 | 24.1    | 10.6   | 30.0   | prop de 2                    |
| 6                                                                          | Treballadors no manuals qualificats | Suïssa alemanya | 99.3 · 46.3 | 22.3    | 10.9   | 24     | prop de 2                    |
| 7                                                                          | Treballadors manuals qualificats    | Suïssa alemanya | 98.5 · 25.9 | 7.7     | 7.3    | 7.1    |                              |
| 8                                                                          | Treballadors no qualificats         | Suïssa alemanya | 94 · 34.8   | 10      | 14.8   | 8.6    |                              |
| 9                                                                          | Actius no atribuïbles               | Suïssa alemanya | 96.7 · 40.9 | 15.7    | 10.9   | 17.3   |                              |
| 10                                                                         | Total                               | Suïssa alemanya | 98 · 46.4   | 19.7    | 11.1   | 23.4   | més de 1.5                   |
| 1                                                                          | Dirigents                           | Suïssa romanda  | 30.1        | 93.3    | 8.4    | 46.1   | 1.8                          |
| 2                                                                          | Professions liberals                | Suïssa romanda  | 26          | 97.5    | 9.2    | 37.9   | menys de 1.8                 |
| 3                                                                          | Altres independents                 | Suïssa romanda  | 15.4        | 98.5    | 7.6    | 12.3   |                              |
| 4                                                                          | Professions intel·lectuals          | Suïssa romanda  | 24.4        | 95.9    | 7.3    | 42.4   | menys de 1.8                 |
| 5                                                                          | Professions intermediàries          | Suïssa romanda  | 19.4        | 98.5    | 6.8    | 22.6   | més de 1.4                   |
| 6                                                                          | Treballadors no manuals qualificats | Suïssa romanda  | 16.3        | 99.1    | 6.3    | 16.2   |                              |
| 7                                                                          | Treballadors manuals qualificats    | Suïssa romanda  | 7.8         | 98.8    | 5.5    | 3.3    | menys de 1.4                 |
| 8                                                                          | Treballadors no qualificats         | Suïssa romanda  | 6           | 97.5    | 7.0    | 4.6    | menys de 1.4                 |
| 9                                                                          | Actius no atribuïbles               | Suïssa romanda  | 13          | 97.1    | 6.6    | 13.8   |                              |
| 10                                                                         | Total                               | Suïssa romanda  | 15.4        | 97.9    | 6.8    | 17.7   | 1.4                          |
| 1                                                                          | Dirigents                           | Suïssa italiana | 39.8        | 33.2    | 98.1   | 29.7   | més de 2                     |
| 2                                                                          | Professions liberals                | Suïssa italiana | 40.2        | 30.5    | 97.3   | 24.9   | menys de 2                   |
| 3                                                                          | Altres independents                 | Suïssa italiana | 28.7        | 17.9    | 97.7   | 10.8   |                              |
| 4                                                                          | Professions intel·lectuals          | Suïssa italiana | 32.4        | 29.6    | 98.1   | 24.8   | menys de 2                   |
| 5                                                                          | Professions intermediàries          | Suïssa italiana | 27          | 22.6    | 98.7   | 14.5   |                              |
| 6                                                                          | Treballadors no manuals qualificats | Suïssa italiana | 23.8        | 19      | 99.1   | 11     |                              |
| 7                                                                          | Treballadors manuals qualificats    | Suïssa italiana | 9.9         | 6.3     | 99.5   | 1.8    |                              |
| 8                                                                          | Treballadors no qualificats         | Suïssa italiana | 9.4         | 5.6     | 99     | 2.7    |                              |
| 9                                                                          | Actius no atribuïbles               | Suïssa italiana | 19          | 13.6    | 98.1   | 8.5    |                              |
| 10                                                                         | Total                               | Suïssa italiana | 22          | 16.9    | 98.6   | 11     | 1.5                          |
| Font: Cens federal de la població (2000), Office fédéral de la statistique |                                     |                 |             |         |        |        |                              |

| -                                                                          | Branques d'activitat                                                                                   | Regió           | Alemany | Francès | Italià | Anglès | Altres | Romanx | Alemany suís |
| -------------------------------------------------------------------------- | --- | --------------- | ------- | ------- | ------ | ------ | ------ | ------ | ------------ |
| 1                                                                          | Professions de l'agricultura, de l'economia forestal i de la ramaderia                                 | Suïssa alemanya | 16.9    | 5.5     | 2.1    | 3.6    | 2.1    | 0.4    | 99.0         |
| 2                                                                          | Professions de la indústria, i d'oficis (tret de la construcció)                                       | Suïssa alemanya | 32.3    | 8.3     | 8.8    | 9.8    | 4.2    | 0.4    | 98.2         |
| 3                                                                          | Professions tècniques i de la informàtica                                                              | Suïssa alemanya | 55.0    | 17.8    | 7.9    | 37.0   | 4.1    | 0.4    | 98.4         |
| 4                                                                          | Professions de la construcció i de l'explotació minera                                                 | Suïssa alemanya | 24.0    | 4.9     | 14.5   | 4.2    | 6.3    | 0.5    | 95.5         |
| 5                                                                          | Professions comercials i professions dels transports i de la circulació                                | Suïssa alemanya | 46.1    | 26.5    | 12.4   | 28.6   | 5.1    | 0.6    | 99.1         |
| 6                                                                          | Professions de l'hostaleria, de la restauració i dels serveis personals                                | Suïssa alemanya | 37.9    | 13.6    | 14.9   | 14.0   | 9.0    | 0.6    | 95.6         |
| 7                                                                          | Professions de gestió, de l'administració, de la banca i de les assegurances i professions judiciàries | Suïssa alemanya | 56.9    | 31.6    | 11.3   | 37.1   | 4.4    | 0.4    | 99.1         |
| 8                                                                          | Professions de la salut, de l'ensenyament i de la cultura i professions científiques                   | Suïssa alemanya | 61.5    | 23.0    | 12.1   | 24.8   | 4.8    | 0.5    | 99.0         |
| 9                                                                          | Altres                                                                                                 | Suïssa alemanya | 41.7    | 16.3    | 11.6   | 18.1   | 6.8    | 0.4    | 96.6         |
| 10                                                                         | Total                                                                                                  | Suïssa alemanya | 46.4    | 19.9    | 11.2   | 23.4   | 5.3    | 0.5    | 98.0         |
| 1                                                                          | Professions de l'agricultura, de l'economia forestal i de la ramaderia                                 | Suïssa romanda  |         | 97.5    | 1.3    | 1.8    | 4.6    | 0.0    | 10.5         |
| 2                                                                          | Professions de la indústria, i d'oficis (tret de la construcció)                                       | Suïssa romanda  |         | 98.9    | 6.5    | 5.2    | 4.8    | 0.0    | 8.4          |
| 3                                                                          | Professions tècniques i de la informàtica                                                              | Suïssa romanda  |         | 98.2    | 6.5    | 27.7   | 4.7    | 0.0    | 18.6         |
| 4                                                                          | Professions de la construcció i de l'explotació minera                                                 | Suïssa romanda  |         | 97.4    | 9.0    | 1.8    | 10.7   | 0.1    | 5.1          |
| 5                                                                          | Professions comercials i professions dels transports i de la circulació                                | Suïssa romanda  |         | 98.1    | 8.3    | 20.8   | 6.6    | 0.1    | 19.9         |
| 6                                                                          | Professions de l'hostaleria, de la restauració i dels serveis personals                                | Suïssa romanda  |         | 97.8    | 7.7    | 9.4    | 10.5   | 0.0    | 9.5          |
| 7                                                                          | Professions de gestió, de l'administració, de la banca i de les assegurances i professions judiciàries | Suïssa romanda  |         | 97.7    | 7.5    | 30.4   | 5.7    | 0.0    | 22.9         |
| 8                                                                          | Professions de la salut, de l'ensenyament i de la cultura i professions científiques                   | Suïssa romanda  |         | 98.5    | 4.9    | 17.1   | 4.4    | 0.0    | 14.2         |
| 9                                                                          | Altres                                                                                                 | Suïssa romanda  |         | 97.0    | 6.8    | 14.2   | 7.5    | 0.1    | 12.9         |
| 10                                                                         | Total                                                                                                  | Suïssa romanda  |         | 97.9    | 6.8    | 17.7   | 6.4    | 0.0    | 15.4         |
| 1                                                                          | Professions de l'agricultura, de l'economia forestal i de la ramaderia                                 | Suïssa italiana | 18.4    | 7.7     | 98.5   | 2.0    | 3.0    | 0.1    |              |
| 2                                                                          | Professions de la indústria, i d'oficis (tret de la construcció)                                       | Suïssa italiana | 11.7    | 9.2     | 99.2   | 3.0    | 1.4    | 0.2    |              |
| 3                                                                          | Professions tècniques i de la informàtica                                                              | Suïssa italiana | 27.8    | 20.8    | 98.6   | 16.6   | 2.2    | 0.2    |              |
| 4                                                                          | Professions de la construcció i de l'explotació minera                                                 | Suïssa italiana | 6.8     | 3.8     | 99.4   | 0.9    | 2.2    | 0.1    |              |
| 5                                                                          | Professions comercials i professions dels transports i de la circulació                                | Suïssa italiana | 28.0    | 21.4    | 98.4   | 14.6   | 3.0    | 0.2    |              |
| 6                                                                          | Professions de l'hostaleria, de la restauració i dels serveis personals                                | Suïssa italiana | 18.4    | 10.6    | 98.5   | 6.0    | 5.0    | 0.1    |              |
| 7                                                                          | Professions de gestió, de l'administració, de la banca i de les assegurances i professions judiciàries | Suïssa italiana | 30.4    | 26.5    | 99.0   | 18.8   | 2.4    | 0.1    |              |
| 8                                                                          | Professions de la salut, de l'ensenyament i de la cultura i professions científiques                   | Suïssa italiana | 21.8    | 16.7    | 98.3   | 9.7    | 2.3    | 0.1    |              |
| 9                                                                          | Altres                                                                                                 | Suïssa italiana | 17.8    | 12.9    | 98.3   | 8.2    | 3.2    | 0.2    |              |
| 10                                                                         | Total                                                                                                  | Suïssa italiana | 22.0    | 16.9    | 98.6   | 11.0   | 2.8    | 0.2    |              |
| Font: Cens federal de la població (2000), Office fédéral de la statistique | |                 |         |         |        |        |        |        |              |